# Liste des épisodes de Sailor Moon
 (juillet 2022).
Si vous disposez d'ouvrages ou d'articles de référence ou si vous connaissez des sites web de qualité traitant du thème abordé ici, merci de compléter l'article en donnant les références utiles à sa vérifiabilité et en les liant à la section « Notes et références ».
Cet article présente la liste des épisodes de la série télévisée d'animation japonaise Sailor Moon du manga du même nom imaginé par la mangaka Naoko Takeuchi. La série animée comporte 200 épisodes classés par saison.
Les épisodes présentant un intérêt particulier pour l'intrigue principale ont un fond coloré.

## Saison 1
Diffusée sur TV Asahi entre le 7 mars 1992 et le 27 février 1993, elle contient 46 épisodes.

### Fiche technique
- Titre original : Bishōjo Senshi Sailor Moon (美少女戦士セーラームーン?)
- Titre français : Sailor Moon
- Réalisation : Jun'ichi Satō, Kunihiko Ikuhara
- Scénario : d’après Sailor Moon de Naoko Takeuchi
- Musique : Takanori Arisawa
- Génériques
  - Générique d'ouverture : Moonlight Densetsu (ムーンライト伝説?) par DALI
  - Génériques de fin : Heart Moving par Misae Takamatsu (épisode 1 à 26), Princess Moon par Ushio Hashimoto (épisodes 27 à 46)
- Character design : Kazuko Tadano
- Studio d'animation : Toei Animation
- Licencié par :
  -  Japon : Toei Animation
  -  France : AB Productions (1993 - 1997), Kazé (2013)
- Nombre d’épisodes diffusés :
  -  Japon : 46 (terminé)
  -  France : 44 (épisodes 18 et 20 non diffusés pour censure, terminé)
- Nombre d’épisodes disponible en DVD :
  -  Japon : 46 (terminé)
  -  France : 46 (terminé)
- Durée : 46 x 20 minutes
- Dates de première diffusion :
  -  TV Asahi : 7 mars 1992 – (terminé)
  -  TF1 : 23 décembre 1993 – (terminé)
- Version française réalisée par : Studio SOFI

### Épisodes
| No | Titre français                                                                                                | Titre japonais                     | Titre japonais                                      | Date de 1re diffusion |
| No | Titre français                                                                                                | Kanji                              | Rōmaji                                              | Date de 1re diffusion |
| --- | --- | ---------------------------------- | --------------------------------------------------- | --------------------- |
| 1 | La Métamorphose (TV) Le vilain petit canard devient un cygne ! (DVD)                                          | 泣き虫うさぎの華麗なる変身         | Nakimushi Usagi no Kareinaru Henshin                | 7 mars 1992           |
| En se rendant à son école, Usagi Tsukino, une jeune fille de 14 ans plutôt maladroite et banale vient au secours d’un petit chat qui se fait agresser par des voyous. Usagi retire le pansement situé sur le front de l’animal qui semble le gêner. Elle constate alors que le bandage cachait une cicatrice en forme de croissant de Lune. Réalisant qu’elle est en retard, Usagi repart en courant à son école. Dans le même temps, dans le mystérieux et maléfique royaume appelé le Dark Kingdom, Queen Beryl charge ses subalternes de retrouver une pierre précieuse, qu’elle nomme le Cristal d’argent. Celui-ci peut réveiller leur grande souveraine. Jadeite, un des grands généraux du royaume, suggère de récupérer de l’énergie humaine en compensation. Ainsi, il crée un monstre, un « Youma », et l’envoie envoûter les parures d’une bijouterie. Or, cette bijouterie est tenue par la mère de Naru Ôsaka, la meilleure amie d’Usagi. La nuit tombe et toutes les personnes qui ont acheté des bijoux chez Ôsaka sont vidées de leur énergie et deviennent maléfiques. Luna, sentant la menace, retrouve Usagi et la tire de son sommeil profond. Elle lui confie une broche et un peu incrédule, crie « Moon Prism Power, Make Up! ». Usagi se transforme en superhéroïne, Sailor Moon. Elle entend alors les appels à l’aide de Naru, attaquée par le monstre de Jadeite. Sailor Moon est plutôt maladroite et commence à paniquer : en pleurant, elle parvient à immobiliser les ennemis. Elle est sauvée in extremis par Tuxedo Mask, un homme masqué qui a pour symbole une rose. Sailor Moon lance son attaque « Moon Tiara Action! » et tout revient à la normale, au grand dam de Jadeite… Note : Première apparition d’Usagi Tsukino, de Sailor Moon, de Tuxedo Mask, de Luna, de la transformation « Moon Prism Power, Make Up! » et de l’attaque « Moon Tiara Action! ». | |                                    |                                                     |                       |
| 2 | La bonne aventure (TV) Châtiment ! Un démon niche dans la maison de divination ! (DVD)                        | おしおきよ! 占いハウスは妖魔の館   | Oshioki yo! Uranai Hausu wa Youma no Yakata         | 14 mars 1992          |
| Usagi est de plus en plus agacée par le comportement de Mamoru, un jeune homme de 17 ans qui se moque d’elle à chaque fois qu’ils se croisent et l’appelle « tête à boulettes ». Pourtant, Usagi ne le connaît même pas. De son côté, Jadeite prépare un nouveau plan pour récupérer l’énergie vitale des humains. Comprenant leur attrait pour la voyance, il crée une échoppe maléfique de cartomancie dans le quartier de Juuban, tout près de l’école d’Usagi. La boutique fait fureur, mais la voyante n’est autre qu’un monstre, prénommé Balm. Ses clients commencent à avoir des comportements étranges, y compris Umino, un des camarades de classe d’Usagi. Luna et Usagi finissent par comprendre qu’il se trame quelque chose dans cette boutique de cartomancie. Usagi se transforme une nouvelle fois en Sailor Moon et finit par détruire le monstre, avec l’aide de Tuxedo Mask. | |                                    |                                                     |                       |
| 3 | Le grand amour (TV) L’étrange maladie du sommeil ! Protège le cœur des jeunes filles ! (DVD)                  | 謎のねむり病、守れ乙女の恋する心   | Nazo no Nemuribyou, Mamore Otome no Koisuru Kokoro  | 21 mars 1992          |
| Une nouvelle maladie frappe la ville et de nombreuses personnes tombent dans un sommeil permanent. Le professeur d’Usagi, Haruka Sakurada, est entre autres touché par cette maladie. Il semble qu’elle se soit trouvée mal après que sa lettre est lue par un animateur de la radio FM No. 10, pendant l’émission Midnight Zero. Luna enquête et découvre que cette émission n’est même pas censée exister. La petite chatte envoie Usagi perquisitionner la radio et lui confie le Disguise Pen, un stylo de transformation qui lui permet de se déguiser en n’importe qui. Grâce à ce nouveau pouvoir, Usagi parvient à s’infiltrer et comprend que Jadeite est l’animateur qui se cache derrière cet étrange programme. Usagi se transforme en Sailor Moon et est aidée par Tuxedo Mask pour combattre Jadeite. Mais les deux justiciers sont bien trop faibles et Jadeite, dédaigneux, préfère s’éclipser. Sailor Moon semble de plus en plus amoureuse de son sauveur masqué. Note : Première apparition du Disguise Pen. | |                                    |                                                     |                       |
| 4 | Vive le régime (TV) Usagi vous donne le secret de la minceur ! (DVD)                                          | うさぎが教えます ! スリムになる法  | Usagi ga Oshiemasu! Surimu ni Naruhou               | 28 mars 1992          |
| Usagi a récemment pris du poids. D’ailleurs, Mamoru ne manque pas de le lui faire remarquer. Cela tombe plutôt bien, puisqu’une nouvelle salle de fitness vient d’ouvrir dans le quartier de Juuban. Haruna Sakurada en est une cliente fervente, mais en devient rachitique. Usagi enquête et découvre que les femmes sont placées dans des cabines qui volent l’énergie vitale contenue dans la graisse des humains. Usagi se transforme Sailor Moon, et comprend que Jadeite est derrière ce plan machiavélique. Il finit par s’enfuir et se téléporte au Dark Kingdom, où il est félicité par Queen Beryl : son stratagème a permis d’emmagasiner énormément d’énergie. | |                                    |                                                     |                       |
| 5 | Chanela vole l’amour (TV) Le parfum d’un démon ! Les chanelas voleurs d’amour. (DVD)                          | 妖魔の香り! シャネーラは愛を盗む   | Youma no Kaori! Shaneera wa Ai wo Nusumu            | 11 avril 1992         |
| Le frère d’Usagi, Shingo Tsukino, achète une bête de compagnie dans une nouvelle animalerie, en ville. Nommée chanela, cette petite créature, qui ressemble à un lapin, dégage une odeur douce et sucrée. Mais cette étrange créature semble avoir une influence néfaste sur Shingo, qui devient agressif envers Usagi et Luna. Il semble ne vouloir se consacrer qu’à son chanela. Trouvant tout ceci suspect, Usagi se transforme en Sailor Moon et part enquêter à l’animalerie. La gérante de la boutique est en fait le monstre Iguara, créée par Jadeite. Sailor Moon le tue et grâce à son attaque « Moon Tiara Stardust! », Shingo et les autres victimes des chanelas redeviennent normaux. | |                                    |                                                     |                       |
| 6 | Bunny au secours de l’amour (TV) Protège la mélodie de l’amour ! Usagi en Cupidon. (DVD)                      | 守れ恋の曲 ! うさぎはキューピッド  | Mamore Koi no Merodi! Usagi wa Kyuupiddo            | 18 avril 1992         |
| Jadeite présente à Queen Beryl son nouveau plan pour drainer l’énergie vitale des humains : il a mis au point un système de hautes fréquences audio, destiné à être implantées dans les chansons des terriens. Dans le même temps, un célèbre pianiste de jazz, Yusuke Amade, essaie en vain d’avouer son amour à l’une des assistantes, Akiko Yanagi. Mais le musicien fait les frais des plans de Jadeite et ses créations puisent l’énergie de ses fans. Heureusement, Sailor Moon arrive pour sauver tout le monde et finalement, Yusuke trouvera le courage de révéler ses sentiments à Akiko. | |                                    |                                                     |                       |
| 7 | Une étoile est née (TV) Usagi demande pardon ! La célébrité, une voie difficile. (DVD)                        | うさぎ反省 ! スターの道はきびしい  | Usagi Hansei! Sutaa no Michi wa Kibishii            | 25 avril 1992         |
| Mikan Shiratori est une ancienne élève du collège d’Usagi et qui est parvenue à devenir une idole japonaise. Comprenant l’attrait des jeunes gens pour les stars, Jadeite décide de capturer Mikan et envoie le monstre Derella prendre sa place. Ensemble, les deux ennemis de Sailor Moon organisent un faux casting, pour révéler soi-disant de nouveaux talents. Naru, Usagi et Umino y participent, mais le comportement des candidats est de plus en plus suspect. Luna comprend que l’ennemi est derrière tout ça et Usagi, transformée en Sailor Moon, parvient une nouvelle fois à déjouer les plans maléfiques de Jadeite. | |                                    |                                                     |                       |
| 8 | Des cellules fraîches (TV) Le génie est un démon ? L’école du lavage de cerveau. (DVD)                        | 天才少女は妖魔なの? 恐怖の洗脳塾   | Tensai Shoujo wa Youma nano? Kyoufu no Sennoujuku   | 2 mai 1992            |
| Pour récolter de l’énergie, Jadeite décide cette fois de s’en prendre aux étudiants. De son côté, Luna sent une étrange aura chez Ami Mizuno, une camarade de classe d’Usagi. Ami Mizuno est le petit génie du collège, et même du Japon tout entier. Elle travaille énormément, mais n’a pas d’amis. Usagi laisse ses a priori de côté et sympathise avec Ami. Usagi lui propose d’aller à la salle d'arcade Crown et Ami explose tous les scores au jeu Sailor V. Mais la jeune fille réalise qu’elle se met en retard pour ses cours du soir. Dans la précipitation, elle ne se rend pas compte qu’elle laisse derrière elle une disquette. Usagi et Luna décident de suivre Ami pour la lui rendre. La disquette n’est autre que le Crystal Disk, un support maléfique créé par Jadeite et destiné à pomper l’énergie des étudiants. Le professeur d’Ami est le monstre Garoben, qui s’en prend aux élèves. Usagi se transforme en Sailor Moon tandis qu’Ami est attaquée. Mais le symbole de Mercure apparaît sur son front : Luna comprend qu’Ami est Sailor Mercury, la guerrière de l’eau. Luna confie alors le bâton de transformation de Mercure à Ami, qui grâce à la formule « Mercury Power, Make up! » devient Sailor Mercury. Elle crée un brouillard avec son attaque « Savon Spray! » et Sailor Moon parvient à vaincre le monstre… Sailor Moon et Luna sont soulagées d’avoir trouvé une nouvelle alliée ! Note : Première apparition d’Ami Mizuno et de Sailor Mercury. | |                                    |                                                     |                       |
| 9 | Problème de temps (TV) La malchance d’Usagi ! Attention aux horloges folles. (DVD)                            | うさぎの災難 ! あわて時計にご用心  | Usagi no Sainan! Awate Dokei ni Goyoujin            | 9 mai 1992            |
| Ami remarque que la population de Tokyo est de plus en plus stressée. Rapidement, elle comprend que Jadeite est derrière tout ça. Le Dark Kingdom a en effet jeté un sort sur les horloges de Tokyo ce qui oblige les habitants à dépenser toujours plus d’énergie. Luna confie à Ami un micro-ordinateur qui sera au fur et à mesure de la série son arme de prédilection. | |                                    |                                                     |                       |
| 10 | Sailor Mars (TV) Le bus maudit ! Voici Mars, guerrière des flammes. (DVD)                                     | 呪われたバス ! 炎の戦士マーズ登場  | Norowareta Basu! Honoo no Senshi Maazu Toujou       | 16 mai 1992           |
| Les bus de 18 h, dont l’arrêt est à proximité du sanctuaire Hikawa, disparaissent mystérieusement. Sur place, Ami et Usagi découvrent que les véhicules, remplis d’adolescentes venues du temple, semblent se téléporter dans une autre dimension. Ami et Usagi décident d’enquêter au sanctuaire Hikawa. Elles font la connaissance de Rei Hino, une jeune prêtresse, qui repousse rapidement les deux amies. Rei possède de forts pouvoirs spirituels et les parents des adolescentes disparues la soupçonnent d’utiliser ses oraisons pour faire le mal. Luna comprend également que Rei dégage une aura inhabituelle et pense qu’elle est la princesse de la Lune. Usagi finit par emprunter la ligne de bus maudite et se retrouve piégée dans la dimension maléfique, où est aspirée l’énergie des adolescentes. Rei comprend que le nouvel apprenti du sanctuaire est Jadeite, un être maléfique. Elle est alors envoyée dans la dimension parallèle. La marque de la planète Mars apparaît sur le front de Rei et la jeune fille se transforme en Sailor Mars, la guerrière des flammes. Avec Sailor Moon et Tuxedo Mask, elle finit par détruire le démon à l’origine de cette dimension parallèle et tout revient à la normale... Note : Première apparition de Rei Hino et de Sailor Mars. | |                                    |                                                     |                       |
| 11 | Le parc d’attractions (TV) La guerrière entre Usagi et Rei ? Cauchemar à Dreamland. (DVD)                     | うさぎとレイ対決? 夢ランドの悪夢   | Usagi to Rei taiketsu? Yume rando no akumu          | 23 mai 1992           |
| L’ambiance est électrique entre Rei et Usagi, qui ne s’entendent pas du tout. Elles doivent pourtant s’allier quand elles comprennent que le nouveau parc d’attractions, Dreamland, est le dernier moyen trouvé par Jadeite pour récolter l’énergie humaine. | |                                    |                                                     |                       |
| 12 | La croisière (TV) Je veux un chéri, moi aussi ! Piège sur le palace flottant. (DVD)                           | 私だって彼が欲しい ! 豪華船のワナ  | Watashi datte kare ga hoshii ! Gōkasen no wana      | 30 mai 1992           |
| Thétis, le démon favori de Queen Beryl décide de s’allier avec Jadeite pour récolter de l’énergie. Ensemble, ils inventent une croisière romantique, où les 666 passagers seront vidés de leur énergie. Rei et Ami font partie du voyage et espèrent bien rencontrer un petit ami. Usagi embarque clandestinement en se déguisant en photographe. Quand Jadeite et Thetis passent à l’action, Ami, Rei et Usagi se transforment en guerrières Sailor et tuent Thetis. | |                                    |                                                     |                       |
| 13 | Adieu Jedyte (TV) Unissez vos forces, les filles ! La fin de Jadeite. (DVD)                                   | 女の子は団結よ! ジェダイトの最期   | Onna no ko wa danketsu yo! Jedaito no saigo         | 6 juin 1992           |
| Lassée par les échecs répétés de Jadeite et pour lui faire payer la mort de Tethis, Queen Beryl somme son serviteur d’éliminer les guerrières de la Lune. Elle le met en garde qu’en cas de nouvel échec, elle s’occupera elle-même de lui. Conviées en pleine nuit dans un aéroport, les guerrières Sailor, aidées par Tuxedo Mask, parviennent à blesser gravement Jadeite. Alors que celui-ci revient au Dark Kingdom, il est plongé dans un sommeil éternel par Queen Beryl. Note : Mort du premier grand ennemi de Sailor Moon, Jadeite. | |                                    |                                                     |                       |
| 14 | Le nouvel ami (TV) Un nouvel ennemi. Le blason maléfique de Nephrite. (DVD)                                   | 新たなる強敵、ネフライト魔の紋章   | Arata naru kyōteki, Nefuraito ma no monshō          | 13 juin 1992          |
| Nephrite succède à Jadeite. Contrairement à Jadeite, qui récoltait de l’énergie en masse, Nephrite préfère cibler une victime qui potentiellement, possède une force de très grande qualité. Sa première cible est Rui, une championne de tennis et amie d’enfance de Naru. Habituellement douce, cette dernière est subitement devenue agressive depuis qu’elle a rencontré Nephrite. Note : Première apparition de Nephrite, le second grand général du Dark Kingdom, et de Zoïzite, qui assite aux évènements jusqu'à l'épisode 25. | |                                    |                                                     |                       |
| 15 | Premier amour (TV) Usagi panique ! Premier rendez-vous pour Rei. (DVD)                                        | うさぎアセる ! レイちゃん初デート  | Usagi aseru! Rei-chan hatsu dēto                    | 20 juin 1992          |
| Nephrite prend pour cible le gardien d’un parc, en passe d’être rasé. Habité par l’énergie démoniaque, le gentil gardien parvient à manipuler les animaux pour décourager les investisseurs qui veulent détruire le parc. Rei, de son côté, tombe amoureuse de Mamoru et arrange un rendez-vous avec le jeune homme... | |                                    |                                                     |                       |
| 16 | La robe de mariée (TV) Rêve de robe blanche ! Usagi se marie. (DVD)                                           | 純白ドレスの夢 ! うさぎ花嫁になる  | Junpaku doresu no yume! Usagi hanayome ni naru      | 27 juin 1992          |
| Higure Akiyama est le professeur d’économie domestique de Naru et Usagi. Récemment fiancée, elle confectionne elle-même sa robe de mariée. Justement, au même moment, une galerie marchande organise un concours de création de robes de mariée, dont le premier prix est une cérémonie de mariage tous frais payés. Usagi, Rei et Mlle Akiyama participent toutes au concours. Seulement Mlle Akiyama est la nouvelle cible de Nephrite. | |                                    |                                                     |                       |
| 17 | Le mur d’images (TV) Usagi modèle ? Les photos choc de l’appareil démon. (DVD)                                | モデルはうさぎ ? 妖魔カメラの熱写  | Moderu wa Usagi? Yōma kamera no nessha              | 4 juillet 1992        |
| Kijin Shinokawa est un jeune photographe qui vient de recevoir un prix. Nephrite ensorcelle sa caméra, de telle sorte que les filles qui posent pour lui finissent par disparaître. | |                                    |                                                     |                       |
| 18 | Poupée de cire, poupée de son (TV) La candeur de Shingo ! Triste poupée française. (DVD)                      | 進悟の純情 ! 哀しみのフランス人形  | Shingo no junjō! Kanashimi no Furansu ningyō        | 11 juillet 1992       |
| Shingo Tsukino est très ami avec Mika, une camarade de classe qui vient de remporter un concours de confection de poupée en porcelaine. Mais Shingo casse accidentellement la poupée qui a permis à Mika de gagner son titre. Nephrite se présente comme un admirateur et en profite pour ensorceler Mika, qui se met à fabriquer fiévreusement de nouvelles poupées. | |                                    |                                                     |                       |
| 19 | Jusqu’au bout du rêve (TV) Usagi chamboulée ! La lettre d’amour de Tuxedo Mask. (DVD)                         | うさぎ感激 ! タキシード仮面の恋文  | Usagi kangeki ! Takishīdo Kamen no rabu retā        | 25 juillet 1992       |
| Queen Beryl est de plus en plus lassée par les échecs de Nephrite et semble porter ses préférences sur Zoisite. Pour obtenir de nouveau les faveurs de la reine, Nephrite propose de tuer Sailor Moon. Comprenant que Sailor Moon s’entiche de Tuxedo Mask, Nephrite envoie des lettres d’amour à toutes les jeunes filles de 14 ans, espérant ainsi attirer la guerrière. Mais c’est Naru qui tombe dans le panneau : elle pense que Tuxedo Mask est Masato Sanjôin, l’identité civile de Nephrite, qu’elle avait rencontré pendant le match de tennis de son amie Rui. En réalité, le vrai Tuxedo Mask est Mamoru Chiba, le jeune homme qui se moque perpétuellement d’Usagi. | |                                    |                                                     |                       |
| 20 | Tout pour être heureux (TV) L’été, la mer, la jeunesse ! Et en prime, des fantômes... (DVD)                   | 夏よ海よ青春よ ! おまけに幽霊もよ  | Natsu yo Umi yo Seishun yo ! Omake ni yūrei mo yo ! | 1er août 1992         |
| Usagi, Rei et Ami se rendent au bord de l’océan afin de s’entraîner. Arrivées sur place, elles échouent dans un manoir où habite une petite fille et son grand-père. La maison semble être hantée par un mystérieux fantôme. | |                                    |                                                     |                       |
| 21 | Sauvez les rêves (TV) Protégez les rêves de enfants ! Une amitié forgée dans l’animation. (DVD)               | 子供達の夢守れ! アニメに結ぶ友情   | Kodomotachi no yume mamore! Anime ni musubu yūjō    | 8 août 1992           |
| Hiromi et Kazuko sont deux amies d’enfance, spécialisées dans l’animation et travaillant sur la série animée Sailor V. Cependant, les dessins d’Hiromi ne semble pas satisfaire le réalisateur. La jeune fille décide d’utiliser son arme secrète, à savoir des crayons de qualité professionnelle, qu’elle avait pourtant juré à son amie de ne pas s’en servir. Or, Nephrite vient envoûter les crayons d’Hiromi pour la vider de son énergie. | |                                    |                                                     |                       |
| 22 | Le bal masqué (TV) Romance sous la Lune ! Le premier baiser d’Usagi. (DVD)                                    | 月下のロマンス! うさぎの初キッス   | Gekka no romansu! Usagi no hatsu kissu              | 15 août 1992          |
| Queen Beryl souhaite que Zoisite cherche le Cristal d’argent, une pierre mystérieuse qui pourrait éveiller leur grande souveraine et permettre au Dark Kingdom de s’emparer de la Terre. Mais Nephrite décide de couper l’herbe sous le pied à son rival, et de chercher par lui-même la fabuleuse pierre. Zoisite se réfugie en pleurant dans les bras de son amant, le dernier grand général du Dark Kingdom, Kunzite. Nephrite pense que le Cristal d’argent fait partie de la collection d’une célèbre princesse qui justement donne un bal en ville. Naru y est invitée par l’intermédiaire de sa mère, bijoutière. Elle y croise Nephrite, déguisé sous son identité de Masato Sanjôin, qui se sert des sentiments de Naru pour voler les bijoux de sa mère. Usagi, également présente, retrouve Tuxedo Mask et entame une valse avec lui. Cette scène leur rappelle de vagues souvenirs et ils finissent par échanger un baiser sous le clair de Lune. Note : Les protagonistes commencent à avoir des réminiscences de leur passé. Usagi et Mamoru échangent leur premier baiser. | |                                    |                                                     |                       |
| 23 | Premier amour (TV) Un vœu à une étoile filante ! L’amour pur de Naru. (DVD)                                   | 流れ星に願いを ! なるちゃんの純愛  | Nagareboshi ni negai wo ! Naru-chan no jun'ai       | 22 août 1992          |
| À cause de ses échecs répétés et de son impertinence, Nephrite est dans une position délicate et Queen Beryl menace de le plonger dans le sommeil éternel, comme Jadeite. Il décide de jouer son va-tout et crée le Cristal noir, une sorte de boussole qui est censée lui révéler le détenteur du Cristal d’argent. Ce serait donc Naru qui possède la mystérieuse pierre. Nephrite manipule les sentiments de la jeune fille pour obtenir ce qu’il désire. Mais Naru n’a pas le Cristal d’argent et Sailor Moon attaque Nephrite avec son « Moon Tiara Action! ». Naru prend sa défense in extremis et s’interpose. Sailor Moon parvient à contrôler son boomerang et ainsi, ne blesse pas son amie. Zoisite intervient pour tuer Naru. Cette fois, c’est Nephrite qui prend la défense de Naru... Nephrite comprend alors que le Cristal noir réagit surtout aux sentiments d’amour et de bonté. | |                                    |                                                     |                       |
| 24 | Amour perdu (TV) Les sanglots de Naru ! Néphrite meurt par amour. (DVD)                                       | なるちゃん号泣 ! ネフライト愛の死  | Naru-chan gōkyū ! Nefuraito ai no shi               | 29 août 1992          |
| Nephrite est obligé de se cacher par crainte d’être tué par Queen Beryl. De toute façon, Zoisite compte bien le vaincre pour obtenir les faveurs de sa reine. Lors de leur dernière confrontation, Nephrite a remarqué que Sailor Moon a reconnu Naru et il suppose que les deux jeunes femmes se connaissent. Il manipule à nouveau Naru pour qu’elle la mène à Sailor Moon. De fil en aiguille, Nephrite comprend que la guerrière de la Lune est en fait Usagi et il lui tend un piège. Mais alors que le grand général attaque Sailor Moon, il entend Naru appeler son aide, enlevée par les démons de Zoisite. Nephrite part alors à sa recherche, mais il est blessé. Malgré les tentatives de la jeune fille pour sauver son amoureux, le général finit par mourir dans ses bras. Note : Mort de Nephrite. | |                                    |                                                     |                       |
| 25 | Une force de la nature (TV) Jupiter, le colosse amoureux. (DVD)                                               | 恋する怪力少女、ジュピターちゃん   | Koisuru kairiki shōjo, Jupitā-chan                  | 5 septembre 1992      |
| La grande souveraine du Dark Kingdom, Queen Metallia, est désormais éveillée. Elle réclame l’énergie du Cristal d’argent, car seul son pouvoir peut la ressusciter. Queen Beryl demande à Zoisite de partir à sa recherche. Pour cela, elle confie le Cristal noir à son subordonné. Celui-ci permettra de repérer les sept cristaux arc-en-ciel, des fragments du Cristal d’argent, où sont enfermés les sept grands démons du Dark Kingdom. Une fois réunies, ces sept pierres feront apparaître le Cristal d’argent. Bien loin de toutes ces intrigues, Usagi connaissance avec Makoto Kino, une nouvelle élève qui vient d’arriver au collège. Ensemble, elles assistent à la performance « Joe la grue », un jeune homme qui possède le don de télékinésie et qui dévalise les attrape-peluches. Mais Joe abrite en lui le cristal arc-en-ciel rouge et il est attaqué par Zoisite, qui s’empare du joyau. Joe est la réincarnation du démon Gesen et il se transforme en monstre. Makoto et Usagi assistent à la scène ; Usagi devient Sailor Moon et Luna comprend que Makoto est en fait Sailor Jupiter. Avec son attaque « Supreme Thunder! », la nouvelle guerrière parvient à maîtriser le démon. Luna confie le Moon Stick à Sailor Moon, une arme qui permet de guérir les humains transformés en monstre. Sailor Moon utilise son « Moon Healing Escalation! », et tout en criant « Refresh! », Gesen redevient Joe. Luna déclare alors que le Moon Stick fait de Sailor Moon la leader des guerrières. Note : Zoïzite devient maintenant le troisième ennemi des protagonistes au fil des épisodes. Première apparition de Makoto Kino et de Sailor Jupiter, du Moon Stick et de l’attaque « Moon Healing Escalation! » | |                                    |                                                     |                       |
| 26 | Le sourire retrouvé (TV) Faire sourire Naru ! L’amitié d’Usagi. (DVD)                                         | なるちゃんに笑顔を ! うさぎの友情  | Naru-chan ni egao wo ! Usagi no yūjō                | 12 septembre 1992     |
| Mamoru est obsédé par un rêve où une princesse lui demande de retrouver le Cristal d’argent. Au temple, Luna explique aux filles la légende des sept cristaux arc-en-ciel et du Cristal d’argent. Quant à Naru, elle n’arrive pas à se remettre de la mort de Nephrite. Usagi et Umino tentent de lui faire retrouver le sourire. Elle décide de se confier auprès d’un pasteur. Mais cet homme est attaqué par Zoisite. Naru reconnaît alors celui qui a tué Nephrite. En fait, le pasteur est la réincarnation du démon Boxy, et possède en lui le cristal arc-en-ciel orange. Tuxedo Mask vole le joyau sous le nez de Zoisite, alors que Sailor Moon guérit le monstre et le fait revenir à son état humain. Elle récupère au passage un médaillon en forme d’étoile, que Tuxedo Mask a perdu en s’enfuyant. Note : Usagi récupère le Star Locket, le médaillon en forme d’étoile de Tuxedo Mask. | |                                    |                                                     |                       |
| 27 | Boule de cristal (TV) Ami trouve l’amour ? Le garçon qui prédisait l’avenir. (DVD)                            | 亜美ちゃんへの恋!? 未来予知の少年  | Ami-chan e no koi!? Mirai yochi no shōnen           | 10 octobre 1992       |
| Ryô Urawa est un jeune homme qui vient d’arriver dans le même collège qu’Usagi. Ses notes sont impressionnantes et il rivalise avec Ami. En réalité, Ryô peut prédire le futur, et c’est ainsi qu’il révise toujours les bonnes matières avant de passer ses tests. Mais il utilise aussi son don pour protéger les gens qu’il aime, dont Ami, qu’il sauve d’un accident de chantier. Il a conscience qu’il est le grand démon Bunbo et qu’il possède en lui le cristal arc-en-ciel jaune et qu’il sera attaqué par Zoisite. Mais il sait aussi qu’Ami est Sailor Mercury et lui demande de l’empêcher de faire du mal aux gens, quitte à ce qu’elle le tue. | |                                    |                                                     |                       |
| 28 | Pour la postérité (TV) Le dessin de l’amour. Usagi et Mamoru se rapprochent ? (DVD)                           | 恋のイラスト、うさぎと衛が接近?    | Koi no irasuto, Usagi to Mamoru ga sekkin?          | 17 octobre 1992       |
| Naru et Usagi visitent la galerie de Yumemi Yumeno, où cette artiste expose ses derniers tableaux. Certaines de ses œuvres mettent en scène des personnages ressemblant fortement à Usagi et Mamoru. D’ailleurs, la peintre est en panne d’inspiration, et c’est en tombant par hasard sur Usagi et Mamoru qu’elle leur demande de poser pour elle. En fait, Yumemi Yumeno est la réincarnation du démon Binah, et recèle en elle le cristal arc-en-ciel vert. Zoisite s’empare du joyau, tandis que Sailor Moon guérit l’artiste-peintre. | |                                    |                                                     |                       |
| 29 | La petite amie de Tommy (TV) Quelle pagaille ! Un carré amoureux inextricable. (DVD)                          | 大混線! グチャグチャ恋の四角関係   | Daikonsen! Guchagucha koi no shikaku kankei         | 24 octobre 1992       |
| Reika Nishimura est une jeune chercheuse en anthropologie, qui doit partir prochainement en Afrique pour ses études. Seulement, elle hésite à quitter son petit ami, Motoki, le gérant de la salle d’arcade. Makoto et Usagi, qui sont toutes deux amoureuses du jeune homme, découvrent avec stupéfaction cette relation. Aussi, Reika est la nouvelle cible de Zoisite, puisqu’elle est la réincarnation du démon Rikoukeidar, détenteur du cristal arc-en-ciel bleu. | |                                    |                                                     |                       |
| 30 | Raya et son grand-père (TV) Papi perd la boule, Rei est en danger. (DVD)                                      | お爺ちゃん乱心、レイちゃんの危機   | Ojī-chan ranshin, Rei-chan no kiki                  | 31 octobre 1992       |
| Zoisite attaque le grand-père de Rei, le gardien du sanctuaire Hikawa, car il est en fait le démon Jiji et porteur du cristal arc-en-ciel indigo. Mais le vieil homme résiste et l’attaque du grand général du Dark Kingdom échoue. Depuis, le grand-père a un comportement étrange, son humeur est très changeante et il engage subitement Yuuichirou Kumada, qui devient son apprenti. Yuuichirou tombe amoureux de Rei, et il sera là pour la protéger pendant la seconde attaque de Zoisite, qui cette fois est un succès. Note : Première apparition de Yuuichirou Kumada, l'apprenti du sanctuaire Hikawa. | |                                    |                                                     |                       |
| 31 | Le chat perché (TV) Aimée et pourchassée ! Atroce journée pour Luna. (DVD)                                    | 恋されて追われて ! ルナの最悪の日  | Koisarete owarete ! Runa no saiaku no hi            | 7 novembre 1992       |
| Zoisite et Usagi pensent que le possesseur du cristal arc-en-ciel violet est An Ohara, une petite fille des beaux quartiers de Tokyo. Mais tous deux se trompent, puisque c’est son chat, Rhett Butler, qui est la réincarnation du démon Bakene. Matou obèse, celui-ci s’est entiché de Luna... Après bien des déboires, c’est Tuxedo Mask qui finalement, réussit à s’emparer du cristal violet. | |                                    |                                                     |                       |
| 32 | Marc et Nanou (TV) La détermination d’Umino ! Je protègerai Naru. (DVD)                                       | 海野の決心! なるちゃんは僕が守る   | Umino no kesshin! Naru-chan wa boku ga mamoru       | 14 novembre 1992      |
| Luna décide de révéler aux filles qu’elle vient de la Lune, afin de retrouver la princesse du Silver Millenium, un royaume basé sur la Lune. Cette princesse est l’héritière naturelle du Cristal d’argent. Zoisite, de son côté, tend un piège aux guerrières et à Tuxedo Mask pour s’emparer des cristaux arc-en-ciel qui lui manquent. Usagi joue les entremetteuses et arrange un rendez-vous galant entre Naru et Umino. Elle suggère d’ailleurs à Umino de se déguiser en Tuxedo Mask... | |                                    |                                                     |                       |
| 33 | Sailor Venus (TV) La dernière guerrière. Venus entre en scène. (DVD)                                          | 最後のセーラー戦士、ヴィーナス登場 | Saigo no Sērā Senshi, Vīnasu tōjō                   | 21 novembre 1992      |
| Zoisite fait alliance avec son amant, Kunzite, afin de tuer Tuxedo Mask et les quatre guerrières. Pour cela, Zoisite se déguise en Sailor Moon et sème le trouble dans la ville. Puis, il met en scène une Sailor Moon kidnappée pour attirer les guerrières Sailor. Usagi et ses trois amies n’hésitent pas et tentent de secourir la fausse Sailor Moon, mais tombent dans le piège de Kunzite. Tuxedo Mask, lui, comprend que la fausse Sailor Moon est en fait Zoisite et se fait gravement blesser à l’épaule. Pire, son masque tombe pendant son combat avec le grand général et son identité civile est alors révélée. Heureusement, il réussit à s’enfuir in extremis et les quatre guerrières sont sauvées par Sailor Venus, alias Sailor V, qui fait son apparition avec son chat protecteur, Artemis. Queen Beryl, qui a tout vu, semble troublée par le vrai visage de Tuxedo Mask et demande à ses deux généraux de se retirer du combat pour l’instant. Mais une question est suspendue aux lèvres de Sailor Moon : Sailor Venus est-elle la princesse de la Lune ? Note : On apprend que Sailor V, alias Minako Aino, est en réalité Sailor Venus. | |                                    |                                                     |                       |
| 34 | Bienvenue Princesse (TV) Le cristal d’argent brille ! Voici la princesse de la Lune. (DVD)                    | 光輝く銀水晶 ! 月のプリンセス登場  | Hikari kagayaku ginzuishō ! Tsuki no purinsesu tōjō | 28 novembre 1992      |
| Sailor Venus avoue à ses nouvelles amies qu’elle n’est pas la princesse de la Lune tant recherchée, mais une simple guerrière destinée à la protéger. Elle leur révèle également qu’elle est Minako Aino, une collégienne de 14 ans. Du côté du Dark Kingdom, Zoisite contacte Mamoru Chiba et lui propose un rendez-vous pour le soir même, à 17 h, à la Starlight Tower, pour faire un combat « à la loyale », le vainqueur récupérant tous les cristaux arc-en-ciel. Alors que Mamoru se rend à pied à la tour, il croise Usagi, qui se rend compte qu’il est blessé. Inquiète, elle décide de le suivre à distance, mais est téléportée à l’intérieur de la Starlight Tower alors qu’ils arrivaient tous deux au pied de la tour. Usagi s’évanouit, et Zoisite profite d’un moment d’inattention de Mamoru pour s’emparer de tous ses cristaux. Usagi éveillée, elle demande à Mamoru pourquoi il s’intéresse à ces cristaux. Il lui explique alors qu’il a eu un accident étant petit et qu’il a perdu tous ses souvenirs. Mais la conversation entre les deux jeunes gens est interrompue par Zoisite, bien décidée à les tuer. Usagi n’a pas d’autre choix de se transformer en Sailor Moon, sous les yeux de Mamoru... qui devient à son tour Tuxedo Mask. Mais Zoisite profite de la surprise de Sailor Moon et Tuxedo Mask pour attaquer par derrière le jeune homme, qui s’effondre, gravement blessé. Les quatre autres guerrières arrivent au même moment, mais trop tard. Sailor Moon ne peut s’empêcher de fondre en larmes. À ce moment, les sept cristaux arc-en-ciel réagissent et fusionnent, faisant apparaître le Cristal d’argent. Sailor Moon se transforme en la princesse de la Lune, Princess Serenity... Note : C’est le seul épisode où la transformation de Mamoru en Tuxedo Mask peut être aperçue. Le Cristal d'argent vient se greffer sur le Moon Stick.            | |                                    |                                                     |                       |
| 35 | Souvenirs (TV) La mémoire retrouvée ! Le passé d'Usagi et de Mamoru. (DVD)                                    | よみがえる記憶! うさぎと衛の過去   | Yomigaeru kioku! Usagi to Mamoru no kako            | 5 décembre 1992       |
| Après son combat contre Zoisite et la disparition de Mamoru, Usagi est en état de choc. Pendant ce temps, Beryl supprime Zoisite qui lui avait désobéi. Les amies de Sailor Moon doivent la protéger lorsque Kunzite revient les défier pour venger la mort de son petit ami. Note : Mort de Zoisite et première apparition de Queen Serenity. | |                                    |                                                     |                       |
| 36 | L’homme masqué, ami ou ennemi ? (TV) Usagi confuse ! Tuxedo Mask est un méchant ? (DVD)                       | うさぎ混乱 ! タキシード仮面は悪?   | Usagi konran! Takishīdo Kamen wa Aku?               | 12 décembre 1992      |
| Kunzite tente de retrouver Sailor Moon. Grâce à un cheveu que la guerrière a perdu lors d’un précédent combat, le grand général est parvenu à isoler son ADN. Avec l’aide d’un démon, il décide d’ouvrir un salon de coiffure, où une machine se charge de comparer l’ADN des clientes avec celui de Sailor Moon. Or, Minako emmène Usagi se relaxer dans cette nouvelle boutique. Mais Minako a utilisé la même brosse à cheveux qu’Usagi et l’analyseur croit qu’elle est Sailor Moon. Tuxedo Mask apparaît. Usagi est aux anges, mais quelque chose cloche. L’homme masqué est devenu un ennemi et sert désormais le Dark Kingdom ! Note : Tuxedo Mask est désormais maléfique, et le restera jusqu’à la fin de la saison. | |                                    |                                                     |                       |
| 37 | Comment devient-on une princesse ? (TV) Éveillez la princesse en vous ? L’entraînement curieux d’Usagi. (DVD) | めざせプリンセス ? うさぎの珍特訓  | Mezase purinsesu ? Usagi no chintokkun              | 19 décembre 1992      |
| Afin de piéger Sailor Moon, Kunzite ouvre un cours particulier réservé aux jeunes filles désireuses d’apprendre les bonnes manières des princesses. Ayant remarqué que la guerrière est douée au Frisbee grâce à son attaque « Moon Tiara Action! » et qu’elle est en général plutôt maladroite, il concocte quelques épreuves qui devraient lui permettre de débusquer la vraie princesse de la Lune. | |                                    |                                                     |                       |
| 38 | La nouvelle miss Lune (TV) Neige, montagne et amitié ! Et un démon pour la route. (DVD)                       | 雪よ山よ友情よ ! やっぱり妖魔もよ  | Yuki yo Yama yo Yūjō yo ! Yappari yōma mo yo !      | 26 décembre 1992      |
| Rei et Usagi participent au concours de Miss Lune, qui consiste en une compétition de descente en ski. Encore une fois, c’est un piège tendu par Kunzite... | |                                    |                                                     |                       |
| 39 | La reine de glace (TV) Un démon pour partenaire ? Mako, reine de la glace. (DVD)                              | 妖魔とペア!? 氷上の女王まこちゃん  | Yōma to pea!? Hyōjō no joō Mako-chan                | 9 janvier 1993        |
| La princesse Serenity étant réputée pour être, dans sa vie antérieure, une excellente patineuse sur glace, Kunzite décide d’envoûter deux champions olympiques et organise des portes ouvertes à la patinoire de Tokyo. Mais alors qu’Usagi ne semble pas avoir hérité des dons de sa précédente incarnation, Makoto qui brille par son excellente aisance sur la glace. C’est donc elle qui est prise pour cible par Kunzite... | |                                    |                                                     |                       |
| 40 | L’esprit du lac (TV) Le yôkai légendaire du lac ! Usagi et les liens familiaux. (DVD)                         | 湖の伝説妖怪 ! うさぎ家族のきずな  | Mizuumi no densetsu yōkai! Usagi kazoku no kizuna   | 16 janvier 1993       |
| Usagi et sa famille partent se reposer aux sources chaudes. Non loin de là, Endymion libère un yōkai, un esprit maléfique enfermé dans un lac. Le monstre échappe à son contrôle et Sailor Moon doit alors protéger sa famille du danger qui les menace… | |                                    |                                                     |                       |
| 41 | À cœur ouvert (TV) Fini de fuir l’amour ! Ami et Mamoru face à face. (DVD)                                    | もう恋から逃げない ! 亜美と衛対決  | Mou Koi kara Nigenai! Ami to Mamoru Taiketsu        | 23 janvier 1993       |
| Le Dark Kingdom tente d’emprisonner les sept anciens démons, détenteurs des cristaux de l’arc-en-ciel, pour ne former qu’un ultime monstre invincible. Ryô Urawa demande l’aide d’Ami. | |                                    |                                                     |                       |
| 42 | Le cœur brisé de Mathilda (TV) Le passé de Sailor Venus : le triste amour de Minako. (DVD)                    | Sヴィーナスの過去、美奈子の悲恋    | Sērā Vīnasu no kako, Minako no hiren                | 30 janvier 1993       |
| Avant que Sailor Moon ne s’éveille, Minako était Sailor V, et avait déménagé à Londres afin de démanteler une filiale du Dark Kingdom. Elle y rencontre Katarina, une policière, et les deux jeunes femmes deviennent très proches. Elle fait aussi la connaissance d’un certain Alan et Minako devient amoureuse de lui. Un jour, Katarina et Sailor V tombent dans un guet-apens et la guerrière est laissée pour morte. Elle comprend finalement que Katarina et Alan sont en couple... Revenue au Japon, Sailor V rejoint le groupe des guerrières Sailor. Cependant, Kunzite apprend l’existence de Katarina et la transforme en démon pour qu’elle découvre l’identité de Sailor Moon. | |                                    |                                                     |                       |
| 43 | Bunny change de camp (TV) Usagi isolée ? La grosse dispute des guerrières. (DVD)                              | うさぎが孤立 ? S戦士達の大ゲンカ   | Usagi ga koritsu ? Sērā Senshi-tachi no ōgenka      | 6 février 1993        |
| Sailor Mars, Mercury, Jupiter et Venus font croire publiquement qu’elles ne s’entendent plus avec Sailor Moon. Ainsi, elles pensent duper le Dark Kingdom et persuader Kunzite de laisser Sailor Moon entrer dans leur repaire. Leur objectif : sauver Tuxedo Mask des griffes de l’ennemi. Mais c’est surtout l’occasion pour Rei et Usagi de régler leurs différends ! | |                                    |                                                     |                       |
| 44 | Voyage dans le chaos multidimensionnel (TV) L’éveil d’Usagi ! Message d’un passé lointain. (DVD)              | うさぎの覚醒 ! 超過去のメッセージ  | Usagi no kakusei! Chōkako no messēji                | 13 février 1993       |
| À la recherche de l’entrée du Dark Kingdom, les guerrières Sailor se heurtent à Kunzite qui les envoie dans une autre dimension. Là, avec l’aide de Queen Serenity, elles prennent chacune connaissance de leur vie antérieure et de leur mort dans le combat contre le Dark Kingdom, il y a 10 000 ans… Notes : Mort du dernier général du Dark Kingdom, Kunzite. À partir de cet épisode et jusqu’à l'épisode 50 inclus, Kae Araki double Sailor Moon en lieu et place de Kotono Mitsuishi. | |                                    |                                                     |                       |
| 45 | La dernière bataille des guerrières (TV) La mort des guerrières ! Un ultime combat héroïque. (DVD)            | セーラー戦士死す ! 悲壮なる最終戦  | Sērā Senshi shisu ! Hisō naru saishūsen             | 20 février 1993       |
| Les guerrières de la Lune se rendent au pôle Nord où se trouve l’entrée du Dark Kingdom. Queen Beryl envoie les DD Girls, cinq monstres, pour les tuer. Elles ont notamment le pouvoir de créer des illusions grâce à une pierre magique. Se faisant passer pour Tuxedo Mask, elles dupent Sailor Moon qui est sauvée de justesse par Sailor Jupiter. Prisonnière des DD Girls, la guerrière de la foudre lance son « Supreme Thunder! » qui permet de tuer deux ennemies. Hélas, Jupiter est également blessée mortellement... Sailor Moon, traumatisée, veut remettre le Cristal d’argent à Queen Beryl, mais Sailor Mercury parvient à lui faire comprendre que la mort de Jupiter ne doit pas être vaine. Laissée à l’arrière, Mercury est attaquée par une nouvelle illusion : une énorme boule de feu s’élance sur elle. Avec son « Savon Spray! », elle crée une bulle protectrice qui lui permet de pénétrer à l’intérieur de la boule de feu et détruit la pierre créatrice d’illusions avant que Mercury ne meure à son tour. Plus loin, c’est Sailor Venus qui tue une DD Girl grâce à son attaque « Crescent Beam! », mais y laisse également la vie. Enfin, Sailor Mars se sacrifie à son tour pour tuer les deux dernières DD Girls. Seule, Sailor Moon décide d’en finir avec Queen Beryl une bonne fois pour toutes. Note : Première apparition de « Sailor Teleport ! » | |                                    |                                                     |                       |
| 46 | La fin du cauchemar (TV) Le souhait éternel d'Usagi ! Une nouvelle réincarnation. (DVD)                       | うさぎの想いは永遠に! 新しき転生   | Usagi no omoi wa towa ni! Atarashiki tensei         | 27 février 1993       |
| Grâce au sacrifice de ses amies, Sailor Moon atteint le Dark Kingdom où elle est attaquée par Endymion qu’elle finit par vaincre. Queen Beryl s’imprègne du pouvoir de Queen Metalia et affronte finalement Sailor Moon, qui se transforme en Princess Serenity. Aidée par les pouvoirs du Cristal d’argent, mais aussi par les âmes des autres guerrières Sailor, la princesse de la Lune vainc son ennemie légendaire, mais, comme ses amies, meurt. Heureusement, le pouvoir du Cristal d’argent parvient à ressusciter tout le monde. La vie reprend alors son cours, à l’exception faite que tous les protagonistes ont oublié leur passé de justiciers... Notes : Mort de Queen Beryl et de Queen Metalia. Dernière apparition du Moon Stick et de l’attaque « Moon Healing Escalation! » | |                                    |                                                     |                       |

## Saison 2
Diffusée sur TV Asahi entre le 6 mars 1993 et le 12 mars 1994, la deuxième saison de Sailor Moon contient 43 épisodes.

### Fiche technique
- Titre original : Bishōjo Senshi Sailor Moon Ｒ (美少女戦士セーラームーンＲ?)
- Titre français : Sailor Moon (TV) puis Sailor Moon R (DVD)
- Réalisation : Jun'ichi Satō, Kunihiko Ikuhara
- Scénario : d’après Sailor Moon de Naoko Takeuchi
- Musique : Takanori Arisawa
- Génériques :
  - Générique d'ouverture : Moonlight Densetsu (ムーンライト伝説?) par DALI
  - Générique de fin : Otome no Policy (乙女のポリシー?) par Yoko Ishida
- Character design : Kazuko Tadano
- Studio d'animation : Toei Animation
- Licencié par :
  -  Japon : Toei Animation
  -  France : AB Productions (1993 - 1997), Kazé (2013)
- Nombre d’épisodes diffusés :
  -  Japon : 43 (terminé)
  -  France : 43 (terminé)
- Nombre d’épisodes disponible en DVD :
  -  Japon : 43 (terminé)
  -  France : 43 (terminé)
- Durée : 43 x 20 minutes
- Dates de première diffusion :
  -  TV Asahi : 6 mars 1993 – (terminé)
  -  TF1 : 8 juin 1994 – (terminé)
- Version française réalisée par : Studio SOFI

### Épisodes
| No | Titre français                    | Titre japonais                   | Titre japonais | Date de 1re diffusion |
| No | Titre français                    | Kanji                            | Rōmaji | Date de 1re diffusion |
| --- | --------------------------------- | -------------------------------- | --- | --------------------- |
| 47 | Rien ne va plus                   | ムーン復活! 謎のエイリアン出現   | Mūn fukkatsu! Nazo no eirian shutsugen (La résurrection de Moon ! De mystérieux extra-terrestres apparaissent)                              | 6 mars 1993           |
| Les cinq guerrières ont perdu la mémoire depuis leur dernier combat. Mais un vaisseau extra-terrestre s'écrase en ville, embarquant deux aliens Ail et An, et le Makaiju, un arbre dont ils tirent leur force vitale. Mais l'arbre a besoin d'être nourri en énergie et les deux extra-terrestres attaquent les habitants avec leur monstre, un Cardian. Pour protéger la Terre, Luna est obligée de faire recouvrer la mémoire à Usagi qui devient à nouveau Sailor Moon.                 |                                   |                                  | |                       |
| 48 | Les retrouvailles                 | 愛と正義ゆえ! セーラー戦士再び   | Ai to seigi yue! Sērā Senshi futatabi (Pour l'amour et la justice ! De nouveau une guerrière)                                               | 13 mars 1993          |
| Ail et An ont intégré l'école d’Usagi sous l'identité de Seijuurou et Natsumi Ginga et se font passer pour des frères et sœurs. Castées pour une audition, Ami, Rei, Minako et Makoto se retrouvent et ont la sensation de se connaître. Un monstre attaque, obligeant Luna à rendre la mémoire aux quatre autres guerrières pour qu'elles puissent aider Usagi à protéger la Terre. |                                   |                                  | |                       |
| 49 | Le chevalier du clair de Lune     | 白いバラは誰に? 月影の騎士登場   | Shiroi bara wa dare ni? Tsukikage no Naito tōjō (Pour qui est cette rose blanche ? Le Chevalier du clair de Lune apparaît)                  | 20 mars 1993          |
| Alors qu'un monstre attaque, le meilleur ami de Makoto, Shinozaki, est grièvement blessé. Le Chevalier du clair de Lune apparaît pour aider les guerrières à se sortir d'une impasse. |                                   |                                  | |                       |
| 50 | Méfiez-vous des jeux vidéo        | うさぎの危機! ティアラ作動せず   | Usagi no Kiki! Tiara Sadousezu (Usagi en crise ! La tiare ne fonctionne plus)                                                               | 10 avril 1993         |
| Usagi se retrouve dans un nouveau centre de jeu virtuel avec Ail, Ann et Mamoru, lorsqu'un monstre apparaît. Heureusement Sailor Moon veille, mais la tiare lunaire semble ne plus fonctionner... Le chevalier du clair de Lune apparaît alors que Mamoru est présent, ce n'est donc pas la même personne. |                                   |                                  | |                       |
| 51 | Des pouvoirs en panne             | 新しき変身! うさぎパワーアップ   | Atarashiki henshin! Usagi pawā appu (Une nouvelle transformation ! Les pouvoirs d’Usagi augmentent)                                         | 17 avril 1993         |
| Lors d'un combat contre un monstre dans un parc, la broche d’Usagi se brise, lui faisant perdre ses pouvoirs. La guerrière est projetée à l'intérieur de son âme où elle rencontre Queen Serenity. Celle-ci lui rend le Cristal d'argent, fraîchement ressuscité bien que moins puissant qu'avant. Il fusionne avec son ancienne broche, la Crystal Star. Elle reçoit également le Cutie Moon Rod qui lui permet de lancer son attaque « Moon Princess Halation ».                         |                                   |                                  | |                       |
| 52 | La nouvelle génération            | 狙われた園児! ヴィーナス大活躍   | Nerawareta enji! Vīnasu daikatsuyaku (Les enfants de maternelles ciblés ! La super performance de Venus)                                    | 24 avril 1993         |
| Dans cet épisode centré sur Minako, un monstre se prépare à attaquer un bus scolaire. Heureusement, Usagi, transformée en institutrice et Minako sont dans le bus. Sailor Venus se découvre un nouveau pouvoir : « Crescent Beam Shower ». |                                   |                                  | |                       |
| 53 | Un bébé à la maison               | 衛とうさぎのベビーシッター騒動   | Mamoru to Usagi no bebīshittā sōdō (Le pagailleux baby-sitting de Mamoru et Usagi)                                                          | 1er mai 1993          |
| Usagi et Mamoru décident de prendre soin de Manami, un bébé rescapé de l'attaque d'un monstre dans une crèche, en attendant que sa maman sorte de l'hôpital. Durant le combat, Sailor Mercury se découvre également un nouveau pouvoir qui lui permet de transformer l'eau en glace, « Savon Spray Freezing ». |                                   |                                  | |                       |
| 54 | La Fête de l'école                | 文化祭は私のため!? レイ女王熱唱  | Bunkasai wa watashi no tame?! Rei joō nesshō (La fête de la culture est pour moi ? Le chant passionné de Rei)                               | 8 mai 1993            |
| C'est la fête de l'école de Rei. Un monstre y apparaît durant le récital de la jeune fille qui se découvre un nouveau pouvoir, « Fire Soul Bird ». |                                   |                                  | |                       |
| 55 | Le coup de cœur de Marcy          | 月影は星十郎? 燃えるまこちゃん   | Tsukikage wa Seijūrō? Moeru Makoto-chan (Seijuurou est-il le Chevalier du clair de Lune ? Makoto tombe amoureuse)                           | 22 mai 1993           |
| Makoto tombe amoureuse de Seijuurou. Elle est persuadée qu'il est le Chevalier du clair de Lune. Mais l'attaque d'un nouveau monstre lui prouve le contraire. Durant le combat, Sailor Jupiter se découvre un nouveau pouvoir, « Supreme Thunder Dragon ». |                                   |                                  | |                       |
| 56 | La pièce de théâtre               | 衛のキス奪え! アンの白雪姫作戦   | Mamoru no kisu ubae! An no Shirayuki-hime sakusen (Voler un baiser à Mamoru ! La stratégie de An avec Blanche-Neige)                        | 29 mai 1993           |
| Mamoru recherche des gens pour monter un groupe de théâtre. Avec Usagi, Rei, Ami, Makoto, Minako et Natsumi, ils décident de jouer Blanche-Neige. Mais Natsumi, persuadée d'être amoureuse de Mamoru, est prête à tout pour lui voler un baiser pendant la représentation et les répétitions de la pièce. |                                   |                                  | |                       |
| 57 | Le monstre récalcitrant           | 放課後にご用心! 狙われたうさぎ   | Hōkago ni goyōjin! Nerawareta Usagi (Sois prudent après l'école ! Usagi est la cible)                                                       | 5 juin 1993           |
| Usagi et Natsumi sont collées. Leur professeur les laisse seules pour partir à un rendez-vous amoureux. Ail quant à lui, est perturbé depuis qu'une de ses Cardians refuse de lui obéir. |                                   |                                  | |                       |
| 58 | Un nouveau sentiment              | すれちがう愛の心! 怒りの魔界樹   | Surechigau ai no kokoro! Ikari no Makaiju (Dissonance dans les cœurs amoureux ! Le Makaiju devient furieux)                                 | 12 juin 1993          |
| Ail et An, amoureux respectivement d’Usagi et Mamoru, deviennent de plus en plus jaloux. Lassé de leur dispute, l'arbre qui leur fournit leur essence vitale, le Makaiju, rentre dans une colère noire et commence à tout détruire sur son passage. |                                   |                                  | |                       |
| 59 | Le secret de l'arbre              | めざめる真実の愛!魔界樹の秘密    | Mezameru shinjitsu no ai! Makaiju no himitsu (Le réveil de l'amour ! Le secret du Makaiju)                                                  | 19 juin 1993          |
| Les guerrières attaquent le Makaiju mais la force brute n'y fait rien. Le Makaiju finit par raconter son histoire et Ail et An comprennent qu'il a besoin d'amour pour exister. Tout finit bien. Sailor Moon finit par comprendre que le Chevalier de Lune est Mamoru. Note : Cet épisode clôture l'arc concernant Ail et An, les deux extra-terrestres qui quittent la planète en ayant retrouvé leur amour.                                                                              |                                   |                                  | |                       |
| 60 | Un enfant tombé du ciel           | 天使? 悪魔? 空から来た謎の少女   | Tenshi? Akuma? Sora kara kita nazo no shōjo (Un ange ? Un démon ? La mystérieuse petite fille tombée du ciel)                               | 26 juin 1993          |
| Alors qu'ils s'embrassent dans le parc, Usagi et Mamoru font la rencontre de Chibiusa, une petite fille tombée du ciel. Au même moment, de nouveaux extra-terrestres, Rubeus, et les quatre sœurs Ayakashi, Petz, Calaveras, Berthier et Koan apparaissent sur Terre pour retrouver quelqu'un qu'ils surnomment « Rabbit ». Un homme mystérieux et sombre, Wiseman, leur demande de retrouver le Cristal d'argent et que c'est le seul moyen de détruire Crystal Tokyo, le Tokyo du futur. |                                   |                                  | |                       |
| 61 | La rupture                        | うさぎ大ショック! 衛の絶交宣言   | Usagi daishokku! Mamoru no zekkō sengen (Un choc énorme pour Usagi ! Mamoru décide de rompre)                                               | 3 juillet 1993        |
| Mamoru a la vision d'un danger concernant le futur d’Usagi. Pour la préserver, il préfère rompre sans lui révéler les véritables raisons. |                                   |                                  | |                       |
| 62 | Inséparables                      | 戦士の友情! さよなら亜美ちゃん   | Senshi no yūjō! Sayonara Ami-chan (L'amitié des guerrières ! Au revoir Ami)                                                                 | 10 juillet 1993       |
| Ami apprend à ses amies qu'elle compte quitter le pays pour poursuivre ses études. Note : Les guerrières du système solaire interne reçoivent de nouveaux stylos de transformations ainsi que de nouveaux pouvoirs. Ami, qui décide finalement de rester avec ses amies, découvre sa nouvelle attaque : « Shine Aqua Illusion ». |                                   |                                  | |                       |
| 63 | Une nouvelle vocation             | 女は強く美しく! レイの新必殺技   | Onna wa tsuyoku utsukushiku! Rei no shin hissatsu waza (Les femmes doivent être fortes et belles ! La nouvelle attaque mortelle de Rei)     | 24 juillet 1993       |
| La secte Black Moon s'attaque au temple de Rei et essaye d'y introduire son Cristal noir pour changer le futur. Mais Rei et Usagi veillent pour combattre le mal. Note : Sailor Mars découvre son nouveau pouvoir: « Burning Mandala ». |                                   |                                  | |                       |
| 64 | Le secret de Camille              | 銀水晶を求めて! ちびうさの秘密   | Ginzuishou motomete! Chibiusa no himitsu (À la recherche du Cristal d'argent ! Le secret de Chibiusa)                                       | 31 juillet 1993       |
| Les sœurs Ayakashi décident de déclencher un orage pour faire peur à Chibiusa. Effrayée, la petite fille décide d'utiliser la clé qu'elle porte toujours sur elle, pour rentrer à sa maison, dans le futur... |                                   |                                  | |                       |
| 65 | Une dispute de filles             | 恋の論争! 美奈子とまことが対立   | Koi no ronsō! Minako to Makoto ga tairitsu (Une dispute sur l'amour ! Confrontation entre Minako et Makoto)                                 | 14 août 1993          |
| Minako et Makoto se disputent à propos de l'amour, chacune d'elles reprochant à l'autre de ne pas pouvoir oublier son ancien amour. Mais les deux amies se réconcilient et combattent Black Moon. Note : Sailor Jupiter découvre sa nouvelle attaque : « Sparking Wide Pressure ». Et Sailor Venus découvre, elle aussi, sa nouvelle attaque : « Venus Love Me Chain ». |                                   |                                  | |                       |
| 66 | Travaux culinaires                | うさぎの親心? カレーな三角関係   | Usagi no oyagokoro!? Karē na sankaku kankei (L'amour maternel d’Usagi !? Un triangle amoureux au goût de curry)                             | 21 août 1993          |
| Usagi doit apprendre à préparer un curry pour la fête de l'école de Chibiusa, mais l'épicerie du coin devient la cible de Calaveras et Petz. |                                   |                                  | |                       |
| 67 | Les guerrières en vacances        | 海よ島よバカンスよ! 戦士の休息   | Umi yo Shima yo Bakansu yo! Senshi no kyūsoku (La mer ! Une île ! Les vacances ! Les guerrières se détendent)                               | 28 août 1993          |
| Rei est partie dans un lieu de rêve, au bord de la plage. Ses amies la rejoignent. Chibiusa se perd en mer et découvre la grotte d'un dinosaure solitaire… |                                   |                                  | |                       |
| 68 | Camille est en danger             | ちびうさを守れ! 10戦士の大激戦   | Chibiusa wo mamore! Jū senshi no daigekisen (Protégeons Chibiusa ! L'affrontement des dix guerrières)                                       | 11 septembre 1993     |
| Wiseman devine où se situe Chibiusa. Les sœurs Ayakashi préparent leur attaque mais font face aux guerrières de la Lune. Elles apprennent finalement que Chibiusa a été envoyée dans le passé pour leur demander de sauver sa maman… |                                   |                                  | |                       |
| 69 | Quel cauchemar !                  | 目覚めよ 眠れる美少女! 衛の苦悩  | Mezame yo nemureru bishōjo! Mamoru no kunō (Réveille-toi, Belle au bois dormant ! Le désarroi de Mamoru)                                    | 25 septembre 1993     |
| Usagi apprend que Mamoru a une nouvelle petite amie. Chibiusa se fait attaquer par Petz et Calaveras. Sailor Moon vient à son secours mais se fait piéger dans un cauchemar. Tuxedo Mask est la seule personne capable de la réveiller de son sommeil éternel. |                                   |                                  | |                       |
| 70 | Le chagrin d'amour de Carole      | 愛の炎の対決! マーズVSコーアン   | Ai no honō no taiketsu! Māzu tai Kōan (Mars VS Koan ! Une bataille dans les flammes de l'amour)                                             | 2 octobre 1993        |
| Koan se fait malmener par Rubeus qui l'oblige à aller au temple de Rei pour aller chercher Rabbit. Koan découvre l'amour et affronte Sailor Mars. Cependant, Koan émet le souhait d'être humaine et Sailor Moon l'inonde du pouvoir du Cristal d'argent et Koan est libérée de son emprise maléfique. |                                   |                                  | |                       |
| 71 | Molly contre Bérénice             | 友情のため! 亜美とベルチェ激突   | Yūjō no tame! Ami to Beruche gekitotsu (Pour l'amitié ! Confrontation entre Ami et Berthier)                                                | 16 octobre 1993       |
| Ami décide de participer à un concours d'échec. Berthier est envoyée par Rubeus pour laisser l'endroit empreint d'énergie maléfique. Ami et Berthier s'affrontent au cours d'une partie d'échec. Alors qu'elle est prête à utiliser une attaque très puissante, qui tuerait les guerrières au prix de sa vie, Berthier est guérie par le Cristal d'argent et devient humaine. |                                   |                                  | |                       |
| 72 | Les quatre sœurs                  | 非情のルベウス! 哀しみの四姉妹   | Hijō no Rubeasu! Kanashimi no yon shimai (Le cœur de pierre de Rubeus ! Les quatre sœurs de la tristesse)                                   | 30 octobre 1993       |
| Calaveras et Petz sont envoyées par Rubeus et Wiseman pour tuer Chibiusa et les guerrières. Retrouvant Berthier et Koan, les quatre sœurs Ayakashi manquent de toutes se faire tuer par Rubeus. |                                   |                                  | |                       |
| 73 | La revanche de Robin              | UFO出現! さらわれたS戦士達       | Yūfō shutsugen! Sarawareta Sērā Senshi-tachi (Un OVNI apparaît ! Les guerrières se font enlever)                                            | 6 novembre 1993       |
| Esmeraude arrive du futur pour prendre la place de Rubeus. Sentant sa fin arriver, Rubeus prend des mesures désespérées pour tuer Chibiusa. En tenant de protéger la petite fille, Sailor Mercury, Mars, Jupiter et Venus se font kidnapper et sont emmenées à l'intérieur du vaisseau des Black Moon. |                                   |                                  | |                       |
| 74 | Un sauvetage risqué               | ルベウスを倒せ! 宇宙空間の決戦   | Rubeasu wo taose! Uchūkūkan no kessen (Détruisons Rubeus ! Bataille finale dans l'espace)                                                   | 13 novembre 1993      |
| Sailor Moon et Tuxedo Mask se rendent au repaire de Rubeus pour délivrer les quatre guerrières. Mais Rubeus ne compte pas laisser les guerrières s'en sortir vivante… |                                   |                                  | |                       |
| 75 | Sailor Pluton                     | 謎の新戦士セーラープルート登場   | Nazo no shin Senshi Sailor Pluto tōjō (Une mystérieuse nouvelle guerrière, Sailor Pluto, apparaît)                                          | 20 novembre 1993      |
| Chibiusa est mal en point : son esprit est contaminé par le Cristal noir de Black Moon. Alors, une guerrière du futur, Sailor Pluto, contacte Sailor Moon et ses amies grâce à Luna P et demande aux guerrières de sauver celle qu'elle appelle « Small Lady ». Les cinq justicières entrent alors dans l'esprit de Chibiusa et doivent combattre un Droid. |                                   |                                  | |                       |
| 76 | Émeraude                          | 暗黒の魔力! エスメロードの侵略   | Ankoku no maryoku! Esmerōdo no shinryaku (Le pouvoir magique des ténèbres ! L'invasion d'Esmeraude)                                         | 4 décembre 1993       |
| Esmeraude prend le rôle de Rubeus au XXe siècle et tente de marquer de son empreinte une pâtisserie, pour qu'elle devienne un point de ressource maléfique dans le futur. |                                   |                                  | |                       |
| 77 | Les retrouvailles                 | 想いは同じ! うさぎと衛の愛再び   | Omoi wa onaji! Usagi to Mamoru no ai futatabi (Nos sentiments sont les mêmes ! Usagi et Mamoru sont de nouveau amoureux)                    | 11 décembre 1993      |
| Usagi et Mamoru se réconcilient et se remettent ensemble, alors que Esmeraude envoûte des bracelets brésiliens qui exaucent les vœux. |                                   |                                  | |                       |
| 78 | Une infirmière improvisée         | ヴィーナス美奈子のナース大騒動   | Vīnasu Minako no nāsu daisōdō (Venus Minako est une infirmière désastreuse)                                                                 | 18 décembre 1993      |
| Esmeraude lance une épidémie de grippe sur la ville de Tokyo. Tout le monde tombe malade sauf Minako et Chibiusa. Elles essayent d'aider, un peu maladroitement... |                                   |                                  | |                       |
| 79 | Artémis détective                 | アルテミスの冒険! 魔の動物王国   | Arutemisu no bōken! Ma no dōbutsu ōkoku (L'aventure d'Artemis ! Le royaume maléfique des animaux)                                           | 25 décembre 1993      |
| Artemis, vexé par les paroles de Luna, veut lui prouver qu'il peut être un héros lui aussi... |                                   |                                  | |                       |
| 80 | Le combat de Molly                | 恐怖の幻影! ひとりぼっちの亜美   | Kyōfu no gen'ei! Hitoribocchi no Ami (Une hallucination terrifiante ! Ami laissée à elle-même)                                              | 8 janvier 1994        |
| Ami est prise à partie par divers élèves, ensorcelés par un Droid capable d'insuffler le doute à n'importe qui. Même lors du combat, le monstre parvient à lui faire croire que ses amies se moquent d'elle... |                                   |                                  | |                       |
| 81 | Le pouvoir de Camille             | 暗黒ゲート完成? 狙われた小学校   | Ankoku gēto kansei? Nerawareta shōgakkō (Le Dark Gate est terminé ? Une école primaire en danger)                                           | 15 janvier 1994       |
| Les monstres attaquent l'école de Chibiusa en faisant en sorte que tous les enfants se battent entre eux. L'amie de Chibiusa est envoûtée et en voulant la sauver, Chibiusa découvre son propre pouvoir... |                                   |                                  | |                       |
| 82 | Départ pour le futur              | 未来への旅立ち! 時空回廊の戦い   | Mirai he no tabidachi! Jikū kairō no tatakai (Un voyage dans le futur ! Bataille dans le couloir de l'espace-temps)                         | 22 janvier 1994       |
| Les guerrières et Tuxedo Mask tentent d'aller dans le XXXIe siècle mais Esmeraude sème des embûches pour les faire prisonniers du temps. |                                   |                                  | |                       |
| 83 | La Lune Noire                     | 衝撃の未来! デマンドの黒き野望   | Shōgeki no mirai! Demando no kuroki yabō (Un futur choquant ! Les sombres ambitions de Diamond)                                             | 29 janvier 1994       |
| À peine arrivée dans le futur, Chibiusa s'enfuit. Les guerrières et Tuxedo Mask lui courent après, mais tombent sur King Endymion qui n'est autre que le futur Mamoru. Il leur apprend à tous l'histoire du futur, ainsi que la vérité sur Chibiusa : elle est la fille de Mamoru et Usagi. |                                   |                                  | |                       |
| 84 | Le secret de la petite demoiselle | ワイズマンの魔手! ちびうさ消滅   | Waizuman no mashu! Chibiusa shōmetsu (La main diabolique de Wiseman ! Chibiusa disparaît)                                                   | 5 février 1994        |
| Par le passé, Chibiusa a pris le Cristal d'argent pour prouver aux autres qu'elle ressemblait à sa mère. Ne pouvant contrôler son immense pouvoir, le Cristal est entré en elle au moment où Black Moon passait à l'attaque sur la Terre… Chibiusa, toujours seule, tombe sous le contrôle de Wiseman. |                                   |                                  | |                       |
| 85 | La dame noire                     | 暗黒の女王 ブラックレディの誕生  | Ankoku no joō Burakku Redi no tanjō (La naissance de Black Lady, la reine des ténèbres)                                                     | 12 février 1994       |
| Chibiusa a été transformée en Black Lady par le Wiseman. Maléfique, elle a l'apparence d'une fille de 20 ans. Manipulée par Wiseman, elle attaque Usagi et Mamoru. |                                   |                                  | |                       |
| 86 | La fin de Saphir                  | サフィール絶命! ワイズマンの罠   | Safīru zetsumei! Waizuman no wana (Saphir meurt ! Le piège de Wiseman)                                                                      | 19 février 1994       |
| Un des membres de la secte Black Moon, Saphir, désactive le Cristal noir à cause de ses doutes sur Wiseman. Il est attaqué mais s'enfuit sur Terre. La plus âgée des quatre sœurs Ayakashi le soigne mais il se fait tuer par Wiseman qui parvient à le retrouver. |                                   |                                  | |                       |
| 87 | La vengeance du vieil homme       | 愛と未来を信じて! うさぎの決心   | Ai to mirai wo shinjite! Usagi no kesshin (Croire en l'amour et au futur ! La détermination d’Usagi)                                        | 26 février 1994       |
| Wiseman et Black Lady essaient de changer le passé en utilisant le pouvoir du Cristal noir. Les guerrières de la Lune se rendent à l'endroit où une tour de cristal est apparue... |                                   |                                  | |                       |
| 88 | Le dernier combat                 | 光と闇の最終決戦! 未来へ誓う愛   | Hikari to yami no saishū kessen! Mirai he chikau ai (La bataille finale entre l'ombre et la lumière ! La promesse de l'amour dans le futur) | 5 mars 1994           |
| Wiseman veut utiliser Black Lady pour activer le Cristal noir et détruire le monde. Mais Usagi, transformée en Princess Serenity, parvient à ramener Chibiusa du bon côté et toutes les deux détruisent le Cristal noir et Wiseman. |                                   |                                  | |                       |
| 89 | Épilogue                          | うさぎ達の決意! 新しき戦いの序曲 | Usagi-tachi no ketsui! Atarashiki tatakai no jokyoku! (La résolution des filles et d’Usagi ! Prélude à une nouvelle bataille)               | 12 mars 1994          |
| Cet épisode rappelle les moments importants des deux premières saisons et laisse découvrir quelques moments de la prochaine... |                                   |                                  | |                       |

## Saison 3
Diffusée sur TV Asahi entre le 19 mars 1994 et le 25 février 1995, la troisième saison de Sailor Moon contient 38 épisodes.

### Fiche technique
- Titre original : Bishōjo Senshi Sailor Moon S (美少女戦士セーラームーンＳ, Bishōjo Senshi Sērāmūn Sūpā?)
- Titre français : Sailor Moon (TV) puis Sailor Moon S (DVD)
- Réalisation : Kunihiko Ikuhara
- Scénario : d’après Sailor Moon de Naoko Takeuchi
- Musique : Takanori Arisawa
- Génériques :
  - Générique d'ouverture : Moonlight Densetsu (ムーンライト伝説?) par Moon Lips
  - Génériques de fin : Otome no Policy (乙女のポリシー?) par Yoko Ishida (épisodes 1 à 2), Tuxedo Mirage (タキシード・ミラージュ?) par Peach Hips (épisodes 3 à 38)
- Character design : Mari Tominaga
- Studio d'animation : Toei Animation
- Licencié par :
  -  Japon : Toei Animation
  -  France : AB Productions (1993 - 1997)
- Nombre d’épisodes diffusés :
  -  Japon : 38 (terminé)
  -  France : 38 (terminé)
- Nombre d’épisodes disponible en DVD :
  -  Japon : 38 (terminé)
  -  France : 38 (terminé)
- Durée : 38 x 20 minutes
- Dates de première diffusion :
  -  TV Asahi : 19 mars 1994 – (terminé)
  -  TF1 : 11 octobre 1995 – (terminé)
- Version française réalisée par : Studio SOFI

### Épisodes
| No | Titre français                                                                                               | Titre japonais                  | Titre japonais                                         | Date de 1re diffusion |
| No | Titre français                                                                                               | Kanji                           | Rōmaji                                                 | Date de 1re diffusion |
| --- | --- | ------------------------------- | ------------------------------------------------------ | --------------------- |
| 90 | Nouvelle bataille (TV) Un Présage de la fin du monde ? Les mystérieuses guerrières. (DVD)                    | 地球崩壊の予感? 謎の新戦士出現  | Chikyū hōkai no yokan? Nazo no shin Senshi shutsugen   | 19 mars 1994          |
| De nouveaux ennemis apparaissent en ville : les Death Busters. Le maléfique professeur envoie sa suivante, Kaolinite, à la recherche d'un cœur pur. Ils choisissent Rei comme première victime car ils pensent que son cœur pur renferme un talisman. Pendant le combat, la broche d’Usagi est prise pour cible par le démon et la jeune fille perd ses pouvoirs. Mais deux nouvelles guerrières viennent à leur secours et sauvent Rei. | |                                 |                                                        |                       |
| 91 | La baguette du Cœur Lunaire (TV) Naissance du sceptre de l'amour ! La nouvelle transformation d'Usagi. (DVD) | 愛のロッド誕生! うさぎの新変身  | Ai no roddo tanjō! Usagi no shin henshin               | 26 mars 1994          |
| Usagi est désespérée d'avoir perdu ses pouvoirs, mais son envie de sauver les autres reste intacte. Aussi, lorsqu'une petite fille est attaquée par un monstre, elle n'hésite pas à risquer sa vie pour la sauver. Pendant le combat, alors que les guerrières sont en difficulté face au monstre, Mamoru et elle s'unissent pour faire apparaître une nouvelle broche (le Cosmic Heart Compact) et un nouveau bâton de Lune (Spiral Heart Moon Rod) qui permet à Sailor Moon de revenir et de détruire son ennemi. | |                                 |                                                        |                       |
| 92 | Garçon ou fille ? (TV) Un Garçon merveilleux ? Le secret de Haruka Tennô. (DVD)                              | 素敵な美少年? 天王はるかの秘密  | Suteki na bishōnen? Tenō Haruka no himitsu             | 16 avril 1994         |
| Minako et Usagi rencontrent des lycéennes, Michiru et Haruka. Minako et Usagi pensent que Haruka est un garçon et en tombent presque amoureuses... Le propriétaire d'un garage est attaqué par Kaolinite et les filles découvrent le nom des mystérieuses guerrières : Sailor Uranus et Sailor Neptune. | |                                 |                                                        |                       |
| 93 | L’idole (TV) L'Idole d'Usagi ! Michiru, le génie et la grâce. (DVD)                                          | うさぎの憧れ! 優美な天才みちる  | Usagi no akogare! Yūbi no tensai Michiru               | 23 avril 1994         |
| Usagi est en admiration face à Michiru et tente de l'imiter… sans réel succès. Michiru invite la jeune fille à son récital de violon, mais un musicien est attaqué. | |                                 |                                                        |                       |
| 94 | Premier baiser (TV) Protégez les cœurs purs ! Trois combattants dans l'arène !                               | 純な心を守れ! 敵味方三つ巴乱戦  | Pyua na kokoro o mamore! Teki mikata mitsudomoe ransen | 30 avril 1994         |
| La sœur de Motoki est attaquée par un Daemon et les motivations des nouvelles guerrières sont révélées. On découvre que Uranus et Neptune sont Haruka et Michiru. | |                                 |                                                        |                       |
| 95 | La force de l’amour (TV) La Lune au secours de l'amour ! (DVD)                                               | 恋のおたすけはムーンにおまかせ  | Koi no otasuke wa Mūn ni omakase                       | 7 mai 1994            |
| Umino et Naru s'inscrivent tous les deux à un concours d'affection. Ils le gagnent avec difficulté et un Daemon de Kaolinite attaque Umino. | |                                 |                                                        |                       |
| 96 | Une guerrière en danger (TV) Cruelle Uranus ? Makoto en danger. (DVD)                                        | 冷酷なウラヌス? まことのピンチ  | Reikoku na Uranusu? Makoto no pinchi                   | 14 mai 1994           |
| Makoto est en admiration devant Haruka. Elle essaye de la suivre, mais il s'avère qu'elle est la nouvelle cible de Kaolinite. | |                                 |                                                        |                       |
| 97 | L’esprit de compétition (TV) Le labyrinthe aquatique ! Ami est prise pour cible. (DVD)                       | 水のラビリンス! ねらわれた亜美  | Mizu no rabarinsu! Nerawareta Ami                      | 21 mai 1994           |
| Ami, lassée de n'être bonne que pour les études, décide d'aller à la piscine. Elle est seule avec Michiru et les deux jeunes filles, toutes les deux très douées en natation, font la course. Kaolinite a fait de Ami sa prochaine cible. | |                                 |                                                        |                       |
| 98 | L’union fait la force (TV) Au secours d'une amie ! Uranus et la Lune s'allient. (DVD)                        | 友達を救え! ムーンウラヌス連合  | Tomodachi wo sukue! Mūn Uranusu rengō                  | 28 mai 1994           |
| Sailor Neptune est capturée par Kaolinite. C'est à contrecœur que Sailor Uranus doit faire équipe avec Sailor Moon pour la sauver. | |                                 |                                                        |                       |
| 99 | Le mal d’amour (TV) Un garçon tendre ? Rei brise le cœur de Yûichirô ? (DVD)                                 | 男の優しさ! 雄一郎レイに失恋?   | Otoko no yasashisa! Yūichirō Rei ni shitsuren?         | 18 juin 1994          |
| Yuuichirou pense que Rei, qui essaye de prédire l'origine de ses prémonitions apocalyptiques, est amoureuse de Haruka. Il finit par décider de quitter le temple, mais Kaolinite l'attaque. | |                                 |                                                        |                       |
| 100 | A la recherche du bonheur (TV) Elle veut raccrocher ? Les soucis de Minako. (DVD)                            | S戦士をやめたい!? 美奈子の悩み  | Sērā Senshi wo yametai!? Minako no nayami              | 25 juin 1994          |
| Minako retrouve un de ses anciens partenaires de l'équipe de volley. Elle trouve qu'elle n'a plus assez de temps pour se consacrer à elle-même, entre les Death Buster à combattre et ses études. Elle décide finalement de rester une guerrière quand un ancien ami est attaqué. | |                                 |                                                        |                       |
| 101 | Les chaussures de verre (1) (TV) Usagi pleure ! Pantoufle de verre pour anniversaire. (DVD)                  | うさぎ涙! 誕生日にガラスの靴を  | Usagi namida! Tanjōbi ni garasu no kutsu wo            | 2 juillet 1994        |
| C'est l'anniversaire d’Usagi. Mamoru n'était pas au courant et cela a vexé la jeune fille. Il décide d'acheter des chaussures de verre pour se faire pardonner, mais Kaolinite infecte le cadeau avec un Daemon. Usagi est attaquée mais en sort indemne. Mamoru se fait enlever et Usagi se fait voler sa broche de transformation. | |                                 |                                                        |                       |
| 102 | Les chaussures de verre (2) (TV) Le Cœur pur volé ! Usagi en danger de mort. (DVD)                           | 奪われた純な心! うさぎ絶体絶命  | Ubawareta pyua na kokoro! Usagi zettai zetsumei        | 16 juillet 1994       |
| Usagi se rend au lieu de rendez-vous donné par Kaolinite pour récupérer Mamoru en échange de son cœur pur. Uranus et Neptune la sauvent in extremis quand elles se rendent compte que son cœur pur n'est pas un talisman. Après un combat acharné, Kaolinite finit par être tuée par Uranus. | |                                 |                                                        |                       |
| 103 | Le retour de la petite guerrière (TV) La voici ! La petite guerrière en uniforme. (DVD)                      | やって来たちっちゃな美少女戦士  | Yatte kita chiccha na Bishōjo Senshi                   | 6 août 1994           |
| Le nouvel ennemi des guerrières, Eudial, attaque une joueuse de tambour. Sailor Moon et Mars essayent de la sauver mais sont en difficulté, quand elles sont sauvées par Chibiusa, devenue une guerrière : Sailor Chibi Moon. | |                                 |                                                        |                       |
| 104 | En quête d’amitié (TV) En quête d'amis ! Chibi Moon dans ses œuvres. (DVD)                                   | 友達を求めて! ちびムーンの活躍  | Tomodachi wo motomete! Chibi Mūn no katsuyaku          | 20 août 1994          |
| Chibiusa explique qu'elle est venue dans le passé pour se faire des amis. Elle rencontre un petit garcon maitre du thé traditionnel japonais, qui s'avère être une des cibles d'Eudial. | |                                 |                                                        |                       |
| 105 | Tous pour un (TV) Je veux être forte ! Mako s'égare. (DVD)                                                   | 力が欲しい!まこちゃんの迷い道   | Pawā ga hoshī! Makoto-chan no mayoi michi              | 27 août 1994          |
| Makoto, blessée par un monstre, décide d'aller s'entrainer dans les montagnes. Usagi et les trois autres guerrières la rejoignent, mais il fallait qu'Eudial passe par là… | |                                 |                                                        |                       |
| 106 | Le lien fatal (TV) Destins liés ! Les jours lointains d'Uranus. (DVD)                                        | 運命のきずな!ウラヌスの遠い日   | Unmei no kizuna! Uranusu no tōi hi                     | 3 septembre 1994      |
| On découvre le passé de Haruka et Michiru, et comment les deux amies sont devenues guerrière. Dans le même temps, Eudial attaque une athlète de l'ancienne école de Haruka. | |                                 |                                                        |                       |
| 107 | Un artiste en herbe (TV) L'Art est une explosion amoureuse ! Le premier amour de Chibiusa. (DVD)             | 芸術は愛の爆発!ちびうさの初恋   | Geijutsu wa ai no bakuhatsu! Chibi-Usa no hatsukoi     | 10 septembre 1994     |
| Chibiusa est amoureuse d'un autre enfant de son école d'arts plastiques, qui lui-même est amoureux de Michiru. Chibiusa fait tout pour attirer son attention, avant que le garçon ne soit pris pour cible par les Death Busters. | |                                 |                                                        |                       |
| 108 | Entrez dans la danse (TV) Usagi danse au rythme de la danse. (DVD)                                           | うさぎのダンスはワルツに乗って  | Usagi no dansu wa warutsu ni notte                     | 17 septembre 1994     |
| Mamoru et les filles sont invités par Edward, un vieil homme anglais, à une réception inter-culturelle. Après plusieurs évènements inattendus, comme Usagi qui devient ivre, Eudial s'incruste dans la fête. | |                                 |                                                        |                       |
| 109 | Révélation (TV) L'Heure des révélations ! Les masques tombent. (DVD)                                         | 衝撃の刻!明かされた互いの正体   | Shōgeki no toki! Akasareta tagai no shōtai             | 24 septembre 1994     |
| Minako n'est pas sûre que son cœur soit vraiment pur. Elle essaye de se le prouver à elle-même et est attaquée par Eudial. Usagi qui était présente est obligée de se transformer devant son ennemie, ainsi que Haruka et Michiru, qui lui révèlent qu'elles sont Uranus et Neptune. | |                                 |                                                        |                       |
| 110 | Destin (TV) Uranus et Neptune meurent ? Les talismans apparaissent. (DVD)                                    | ウラヌス達の死 タリスマン出現   | Uranusu-tachi no shi? Tarisuman shutsugen              | 15 octobre 1994       |
| Eudial découvre que les talismans sont cachés dans les cœurs purs d'Uranus et Neptune. Elle les attire dans un piège et tue Michiru pour récupérer le premier talisman. Usagi, avec l'aide de la mystérieuse Setsuna, arrive pour sauver Haruka in extremis, mais celle-ci choisit de se suicider afin que Usagi récupère le deuxième talisman. | |                                 |                                                        |                       |
| 111 | Le Saint Graal (TV) L'Étrange Pouvoir du Graal ! Nouvelle transformation. (DVD)                              | 聖杯の神秘な力!ムーン二段変身   | Seihai no shinpi na chikara! Mūn nidan henshin         | 22 octobre 1994       |
| Eudial s'empare des deux talismans et est prête à s'enfuir, quand elle est rattrapée par Usagi. Setsuna s'avère être Sailor Pluto, celle qui possède le dernier talisman. Sailor Uranus et Sailor Neptune ressuscitent et le Graal apparait. Sailor Moon s'en empare et devient Super Sailor Moon. Eudial, vaincue, court à sa voiture, mais meurt dans un accident : Mimete, sa rivale, a saboté ses freins. | |                                 |                                                        |                       |
| 112 | Ombre et lumière (TV) Qui est le vrai messie ? Un chaos d'ombre et de lumière. (DVD)                         | 真の救世主は誰?光と影のカオス   | Shin no kyūseishu wa dare? Hikari to kage no kaosu     | 5 novembre 1994       |
| Chibiusa se fait une nouvelle amie : Hotaru Tomoé. Mimete est chargée de collecter des cœurs purs pour donner de l'énergie au Sauveur du silence. Sa première attaque est déjouée par les guerrières. | |                                 |                                                        |                       |
| 113 | Le secret d’Olivia (TV) Étrange maison ! Le secret de la jolie Hotaru. (DVD)                                 | 妖気漂う家!美少女ほたるの秘密   | Yōki tadayou ie! Bishōjo Hotaru no himitsu             | 12 novembre 1994      |
| Chibiusa va chez Hotaru pour la première fois, accompagnée d’Usagi. Cette dernière trouve que Kaori, la secrétaire du père d'Hotaru, ressemble étrangement à Kaolinite. Les trois jeunes filles se rendent à une séance d'autographe d'un célèbre auteur, qui est hélas attaqué par Mimete. | |                                 |                                                        |                       |
| 114 | Pas de chance Babette (TV) Fan des idoles ! Le cas de conscience de Mimete. (DVD)                            | アイドル大好き!悩めるミメット   | Aidoru daisuki! Nayameru Mimetto                       | 19 novembre 1994      |
| Minako et Mimete participent à un casting, sans connaitre l'identité de l'une et l'autre. Les deux jeunes filles sont éliminées et Mimete attaque le chanteur qui organisait l'audition. | |                                 |                                                        |                       |
| 115 | Olivia à l'hôpital (TV) L'Ombre du silence ? L'Éclat pâle de la luciole. (DVD)                               | 沈黙の影!?あわき蛍火のゆらめき  | Chinmoku no kage!? Awaki Hotaru hi no yurameki         | 26 novembre 1994      |
| Hotaru est avec Chibiusa quand elle fait une crise de dédoublement de personnalité. Ami et Usagi l'emmènent à l'hopital, mais tombe sur un monstre de Mimete en la ramenant chez elle. Hotaru élimine elle-même le monstre. Haruka, qui a tout vu, se demande qui est réellement Hotaru. | |                                 |                                                        |                       |
| 116 | La tempête (TV) Après la pluie, le beau temps ! L'Amitié offerte à Hotaru. (DVD)                             | 嵐のち晴れ!ほたるに捧げる友情   | Arashi nochi hare! Hotaru ni sasageru yūjō             | 3 décembre 1994       |
| Hotaru, Chibiusa, Usagi et Mamoru visitent une serre. Mimete attaque le fleuriste. | |                                 |                                                        |                       |
| 117 | Un espoir pour l'avenir (TV) Plus haut, plus fort ! Usagi supportrice. (DVD)                                 | より高くより強く!うさぎの応援   | Yori takaku yori tsuyoku! Usagi no ōen                 | 10 décembre 1994      |
| Hotaru, Usagi et Chibiusa vont voir un athlète champion de saut en hauteur. Hotaru l'admire beaucoup. Bien sûr, il a fallu qu'il soit la nouvelle cible de Mimete… | |                                 |                                                        |                       |
| 118 | Le monde parallèle (TV) Combat dans une dimension maléfique ! Le pari des guerrières. (DVD)                  | 魔空の戦い!セーラー戦士の賭け   | Makū no tatakai! Sērā Senshi no kake                   | 17 décembre 1994      |
| Chibiusa et Hotaru sont prisonnières d'un monde parallèle créé accidentellement par Mimete. Les guerrières doivent vaincre le démon responsable avant que les deux fillettes ne soient prisonnières de ce monde à jamais. | |                                 |                                                        |                       |
| 119 | Quand Saturne apparaît ! (TV) L'Éveil du messie du silence ? Les étoiles du destin. (DVD)                    | 沈黙のメシアの覚せい?運命の星々 | Chinmoku no Meshia kakusei? Unmei no hoshiboshi        | 24 décembre 1994      |
| Les guerrières découvrent que Hotaru est Sailor Saturn, la guerrière de la mort, et messie du silence. Sailor Uranus, Neptune et Pluto s'unissent pour la vaincre. Mais Sailor Moon sauve la nouvelle guerrière. | |                                 |                                                        |                       |
| 120 | L'école des surdoués (TV) Invasion depuis une autre dimension ! Le mystère de l'académie Infinie. (DVD)      | 異次元からの侵略!無限学園の謎   | Ijigen kara no shinryaku! Mugen Gakuen no nazo         | 7 janvier 1995        |
| Mimete apprend que Tellu pourrait prendre sa place au sein des Death Buster. Elle essaye de voler le cœur d'un professeur de l'académie Infinie mais est tuée par sa rivale. | |                                 |                                                        |                       |
| 121 | La plante monstrueuse (TV) Les Fleurs voleuses de cœurs ! Tellu, la troisième sorcière. (DVD)                | 心を奪う妖花!第三の魔女テルル   | Kokoro wo ubau yōka! Daisan no majō Teruru             | 14 janvier 1995       |
| Tellu, se faisant passer pour une fleuriste, vend des plantes qui absorbe les cœurs purs. Elle est tuée par une de ses plantes après l'intervention d’Usagi, Chibiusa, Mamoru et Setsuna. | |                                 |                                                        |                       |
| 122 | Science et amour (TV) Croire en l'amour ! Ami, guerrière au bon cœur. (DVD)                                  | 愛を信じて!亜美心優しき戦士     | Ai wo shinjite! Ami, kokoro yasashiki Senshi           | 21 janvier 1995       |
| Usagi a récupéré le livret étudiant de Tellu, venant de l'académie Infinie. Ami doit y passer un examen. Elle y rencontre la quatrième sorcière, Viluy, qui finit par se tuer toute seule après que Usagi a déréglé son arme. | |                                 |                                                        |                       |
| 123 | L'éveil (TV) Les Ombres de la destruction ! L'éveil du messie du silence. (DVD)                              | 破滅の影!沈黙のメシアの目覚め   | Hametsu no kage! Chinmoku no Meshia no mezame          | 28 janvier 1995       |
| Les guerrières sont enlevées par Cyprine, la dernière sorcière, alors qu'elles enquêtaient à l'académie Infinie. Cyprine et son double Ptilol les attaquent, mais les sœurs démoniaques finissent par s'attaquer l'une et l'autre. Kaolinite enlève Chibiusa et prélève son cœur pur pour réveille le Sauveur du silence dans le corps d'Hotaru. Contrairement à ce que tout le monde pensait, le Sauveur du silence n'est pas Sailor Saturn, mais Mistress 9, une entité supérieure des Death Busters. Mistress 9 tue sans hésitation Kaolinite.                                                                            | |                                 |                                                        |                       |
| 124 | La grande prêtresse (TV) Les Ténèbres sèment la terreur ! Huit guerrières souffrent au combat. (DVD)         | 迫り来る闇の恐怖!苦戦の8戦士    | Semari kuru yami no kyōfu! Kusen no Hassenshi          | 4 février 1995        |
| Sailor Moon est enlevée, Pluto s'est sacrifiée pour sauver Uranus et Neptune. Les deux guerrières comprennent que le professeur Tomoé était infecté par un Daemon, Germatoid, et parviennent à l'éliminer. | |                                 |                                                        |                       |
| 125 | Le Sauveur (TV) Une Étoile filante étincelante ! Saturn, puis le messie. (DVD)                               | 輝く流星!サターンそして救世主   | Kagayaku ryūsei! Satān soshite kyūseishu               | 11 février 1995       |
| Mistress 9 fait croire à Sailor Moon qu'elle est toujours Hotaru. La guerrière lui donne donc le Graal mais Mistress 9 l'utilise pour invoquer Master Pharaoh 90, l'incarnation du silence... Hotaru parvient à éliminer Mistress 9 de son corps et à se transformer en Sailor Saturn. Elle décide de s'attaquer à Master Pharaoh 90 en le détruisant avec ses immenses pouvoirs, seule. Mais Sailor Moon ne compte pas la laisser se sacrifier et parvient avec l'aide de ses amies à se transformer en sauveur, détruit Master Pharaoh 90 et récupère dans les cendres un bébé : la nouvelle incarnation de Sailor Saturn. | |                                 |                                                        |                       |
| 126 | Une nouvelle vie (TV) Une Nouvelle Vie ! Les étoiles du destin se séparent. (DVD)                            | 新しき生命!運命の星々別離の時   | Atarashiki inochi! Unmei no hoshiboshi wakare no toki  | 18 février 1995       |
| Haruka et Michiru confient le bébé Hotaru à son père, redevenu normal. Avant de quitter la ville, Uranus et Neptune décident de tester Sailor Moon. | |                                 |                                                        |                       |
| 127 | Une fête pour Camille (TV) Qu'est-ce qu'être une guerrière ? La force est dans la pureté du cœur. (DVD)      | 戦士の自覚!強さは純な心の中に   | Senshi no jikaku! Tsuyosa wa pyua na kokoro no naka ni | 25 février 1995       |
| Chibiusa reçoit une lettre de ses parents qui lui disent qu'elle doit rentrer chez elle. Les filles préparent une fête d'adieu pour celle-ci. Chibiusa part, déprimée par la mort de Setsuna et le départ d'Hotaru... Mais un démon apparait et matte les guerrières de la Lune. Sailor Chibi Moon retourne dans le passé et sauve ses amies. | |                                 |                                                        |                       |

## Saison 4
Diffusée sur TV Asahi entre le 4 mars 1995 et le 2 mars 1996, la saison 4 de Sailor Moon contient 39 épisodes.

### Fiche technique
- Titre original : Bishōjo Senshi Sailor Moon SuperS (美少女戦士セーラームーンSuperS?)
- Titre français : Sailor Moon (TV) puis Sailor Moon SuperS (DVD)
- Réalisation : Kunihiko Ikuhara
- Scénario : d’après Sailor Moon de Naoko Takeuchi
- Musique : Takanori Arisawa
- Génériques :
  - Générique d'ouverture : Moonlight Densetsu (ムーンライト伝説?) par Moon Lips
  - Génériques de fin : Watashi-tachi ni Naritakute (私たちになりたくて?) par Miwako Fujitani (épisode 1 à 13) et "Rashiku" Ikimasho ("らしく” いきましょ?) par Meu (épisodes 14 à 39)
- Character design : Ikuko Ito
- Studio d'animation : Toei Animation
- Licencié par :
  -  Japon : Toei Animation
  -  France : AB Productions (1993 - 1997)
- Nombre d’épisodes diffusés :
  -  Japon : 39 (terminé)
  -  France : 23 (terminé) (épisodes 24 à 39 non diffusés à la suite de l'arrêt du Club Dorothée)
- Nombre d’épisodes disponible en DVD :
  -  Japon : 39 (terminé)
  -  France : 39 (terminé)
- Durée : 39 x 20 minutes
- Dates de première diffusion :
  -  TV Asahi : 4 mars 1995 – (terminé)
  -  TF1 : 19 juin 1996 – (terminé)
- Version française réalisée par : Studio SOFI

### Épisodes
| No | Titre français                     | Titre japonais                 | Titre japonais | Date de 1re diffusion |
| No | Titre français                     | Kanji                          | Rōmaji | Date de 1re diffusion |
| --- | ---------------------------------- | ------------------------------ | --- | --------------------- |
| 128 | Rencontre Fatale                   | 運命の出会い!ペガサスの舞う夜  | Unmei no deai! Pegasasu no mau yoru (Une rencontre du destin ! La nuit où un Pégase vole)                                                 | 4 mars 1995           |
| Lors d'une éclipse, le Dead Moon Circus apparaît à Tokyo et commence alors à s'attaquer aux humains. Chibiusa fait la connaissance de Pégase qui vient l'aider dans son combat avec Sailor Moon. |                                    |                                | |                       |
| 129 | Le Pouvoir De Pégase               | スーパー変身再び!ペガサスの力  | Supā henshin futatabi! Pegasasu no pawā (Encore des super transformations ! Les pouvoirs de Pégase)                                       | 11 mars 1995          |
| Une jeune fille nommée Reina est la prochaine cible de Tiger's Eye, celle-ci hésite entre choisir son rêve ou rester avec celui qu'elle aime. |                                    |                                | |                       |
| 130 | Le Rêve De Maman                   | 守れ母の夢!Wムーンの新必殺技   | Mamore haha no yume! Daburu mūn no shin hissatsu waza (Protéger les rêves d’une mère ! La nouvelle attaque de Double Moon)                | 18 mars 1995          |
| Pour aider Sailor Moon et Chibi Moon, Pégase augmente leurs pouvoirs et les transforme en Supers Sailor et leur donne de nouvelles armes. |                                    |                                | |                       |
| 131 | Un Piège Pour Pégase               | ペガサスを捕えろ!アマゾンの罠  | Pegasasu wo toraero! Amazon no wana (Capturer Pégase ! Le piège des Amazon)                                                               | 25 mars 1995          |
| Le trio Amazon tente de piéger Pégase en l'enfermant dans un monde parallèle, mais leur tentative échoue ! |                                    |                                | |                       |
| 132 | La Rivale                          | お似合いの二人!うさぎと衛の愛  | Oniai no futari! Usagi to Mamoru no ai (Un couple fait l’un pour l’autre ! L’amour de Mamoru et Usagi)                                    | 15 avril 1995         |
| Usagi et Chibiusa rencontrent la meilleure amie de Mamoru qui semble amoureuse de lui... |                                    |                                | |                       |
| 133 | Beaucoup De Bruit Pour Un Chaton   | (アルテミスの浮気?謎の子猫登場 | Arutemisu no uwaki? Nazo no koneko tōjō (La liaison d’Artemis ? Un mystérieux chaton apparaît)                                            | 29 avril 1995         |
| Les sentiments d’Artemis pour Luna sont remis en cause quand apparaît un mystérieux petit chaton, Diana. |                                    |                                | |                       |
| 134 | Une fervente admiratrice           | まことの友情!天馬に憧れた少女  | Makoto no yūjō! Tenba ni akogareta shōjo (L'amitié de Makoto ! Une fille qui adore Pégase)                                                | 13 mai 1995           |
| Le trio Amazon prend pour cible un célèbre écrivain qui est l'ami de Makoto. |                                    |                                | |                       |
| 135 | Cœur à cœur                        | (触れ合う心!ちびうさとペガサス | Fureau kokoro! Chibiusa to Pegasasu (Des cœurs liés ! Chibiusa et Pégase)                                                                 | 20 mai 1995           |
| Le professeur de dessin de Chibiusa est la nouvelle cible de Tiger's Eye. |                                    |                                | |                       |
| 136 | L'Affaire Raya                     | 衛を守れ!忍者うさぎのヤキモチ  | Mamoru wo mamore! Ninja Usagi no yakimochi (Protéger Mamoru ! La jalousie d’Usagi la ninja)                                               | 27 mai 1995           |
| Mamoru emménage temporairement au temple où travaille Rei. Or, celle-ci est la cible du Trio Amazon. |                                    |                                | |                       |
| 137 | La Fée                             | あやかしの森!美しき妖精の誘い  | Ayakashi no mori! Utsukushiki yōsei no izanai (La forêt des illusions ! L’invitation de la belle fée)                                     | 3 juin 1995           |
| Chibiusa rencontre un garçon qui croit aux fées et c'est la première victime de Fisheye. |                                    |                                | |                       |
| 138 | Le Vieux Tacot                     | 天国まで走れ!夢の車にかける愛  | Tengoku made hashire! Yume no kuruma ni kakeru ai (Conduis-nous au paradis ! La chevauchée de l'amour sur la voiture des rêves)           | 10 juin 1995          |
| Ami aide une amie à remettre une voiture en état, Usagi, Chibiusa, Rei, Makoto et Minako, décident de les aider. |                                    |                                | |                       |
| 139 | Une Petite Fille Trop Sérieuse     | 目指せ日本一!美少女剣士の悩み  | Mezase Nippon ichi! Bishōjo kenshi no nayami (Bats-toi pour l’honneur du Japon ! Les inquiétudes la belle épéiste)                        | 17 juin 1995          |
| Usagi et Chibiusa rencontre une fille qui veut devenir une épéiste très forte. Malgré son jeune âge, elle est courageuse et déterminée. |                                    |                                | |                       |
| 140 | Créateurs De Rêves                 | ミニが大好き!おしゃれな戦士達  | Mini ga daisuki! Oshare na Senshitachi (J'adore ces minijupes ! Une guerrière à la mode)                                                  | 1er juillet 1995      |
| Usagi et ses amies vont voir un défilé de mode. Le créateur de ces vêtements à du mal à trouver l'inspiration. |                                    |                                | |                       |
| 141 | Mathilda au cœur qui balance       | 恋の嵐!美奈子のフタマタ大作戦  | Koi no arashi! Minako no futamata daisakusen (L’orage de l’amour ! Minako et son plan en deux temps)                                      | 8 juillet 1995        |
| Minako est la cible des Dead Moon. |                                    |                                | |                       |
| 142 | La Meilleure Recette               | 秘密の館!愛のメニューを貴方に  | Himitsu no yakata! Ai no menyū wo anata ni (Le manoir des secrets ! Le menu de l’amour)                                                   | 15 juillet 1995       |
| Diana va chez une vieille femme riche qui vit seule et se montre agressive envers tout le monde. |                                    |                                | |                       |
| 143 | Question De Confiance              | 天馬を信じる時!4戦士の超変身   | Pegasasu wo shinjiru toki! Yon Senshi no supā henshin (Il est temps de faire croire en Pégase ! Les super transformations des guerrières) | 22 juillet 1995       |
| Les Dead Moon attaquent la ville avec un monstre possédant l'apparence de Pégase. Si Sailor Moon et Chibi Moon ont toujours confiance en lui, les autres guerrières doutent de ses réelles intentions. Alors que Sailor Moon et Chibi Moon sont en danger, les 4 guerrières acceptent d'accorder leur confiance au cheval volant, qui pour les remercier les transforme en Supers Sailors. Info : Les guerrières du système solaire interne reçoivent de nouveaux stylos de transformations, un nouveau costume et de nouveaux pouvoirs. |                                    |                                | |                       |
| 144 | Le Songe D'Un Jour D'été           | きらめく夏の日!潮風の少女亜美  | Kirameku natsu no hi! Shiokaze no shōjo Ami (Des jours d’été étincelants ! Ami, la fille de la brise océanique)                           | 12 août 1995          |
| Ami est la cible des Dead Moon... |                                    |                                | |                       |
| 145 | La Danseuse Etoile                 | プリマをねらえ!うさぎのバレエ  | Purima wo nerae! Usagi no barei (Devenir une danseuse étoile ! Le ballet d’Usagi)                                                         | 19 août 1995          |
| Usagi a été prise dans une pièce de ballet et commence un cours. Une autre fille particulièrement douée est aussi dans ce cours. |                                    |                                | |                       |
| 146 | Rêve De Princesse                  | 十番街の休日!無邪気な王女様    | Jūbangai no kyūjitsu! Mujaki na ōjosama (Des vacances à Juuban ! Une princesse insouciante)                                               | 26 août 1995          |
| En allant à un festival, Usagi et Chibiusa rencontrent une fille, qui rêve d'être libre. |                                    |                                | |                       |
| 147 | Le Bal                             | 運命のパートナー?まことの純情  | Unmei no pātonā? Makoto no junjō (Un partenaire destiné ? L’innocence de Makoto)                                                          | 2 septembre 1995      |
| Makoto est la cible des Dead Moon... |                                    |                                | |                       |
| 148 | Une Ombre Au Tableau               | 巨悪の影!追いつめられたトリオ  | Kyoaku no kage! Oitsumerareta torio (Les ombres d'une puissance maléfique ! Le Trio est piégé)                                            | 23 septembre 1995     |
| Première apparition de Queen Nehelennia... |                                    |                                | |                       |
| 149 | La Fin Du Trio Amazone             | 夢の鏡!アマゾン最後のステージ  | Yume no kagami! Amazon saigo no sutēji (Le miroir des rêves ! La dernière scène du Trio Amazon)                                           | 21 octobre 1995       |
| Lassés de faire le mal, le trio Amazon aspire à rêver et Sailor Moon leur accorde ce souhait. Le Trio est alors remplacé par le Amazones Quartet. |                                    |                                | |                       |
| 150 | Le Cirque                          | アマゾネス!鏡の裏から来た悪夢  | Amazonesu! Kagami no ura kara kita akumu (Amazones ! Le cauchemar de derrière le miroir)                                                  | 28 octobre 1995       |
| Les Sailors sont au cirque avec une amie de Chibiusa, celle-ci est la victime du Amazones Quartet. |                                    |                                | |                       |
| 151 | La Chanson De Molly                | 真のパワー爆発!亜美心のしらべ  | Shin no pawā bakuhatsu! Ami kokoro no shirabe (Le pouvoir explose ! La chanson d'Ami vient du cœur)                                       | 4 novembre 1995       |
| Ami décide d'écrire des paroles pour une musique qu'elle a entendu sur Internet. Les guerrières rendent visite au compositeur, qui est attaqué par JunJun. Ami réussit à le sauver en découvrant son nouveau pouvoir : Mercury Aqua Rhapsody ! |                                    |                                | |                       |
| 152 | Un Rêve Impossible                 | 炎の情熱!マーズ怒りの超必殺技  | Honō no jōnetsu! Māzu ikari no chōhissatsu waza (Une passion brûlante ! L’attaque mortelle de Mars)                                       | 11 novembre 1995      |
| Une fillette se met à imiter Rei. Quand elle est la cible du Amazones Quartet, Rei découvre qu'elle l'imitait car elle pensait que suivre ses propres rêves était futile. Elle la sauve en utilisant son nouveau pouvoir: Mars Flame Sniper ! |                                    |                                | |                       |
| 153 | L'Horrible Docteur Carla           | 恐怖の歯医者さん?パラパラの館  | Kyōfu no haishasan? Parapara no yakata (Le dentiste de la terreur ? La maison de PallaPalla)                                              | 18 novembre 1995      |
| Usagi et Chibiusa ont des caries, et doivent aller chez le dentiste, mais elle le redoute particulièrement. Un nouveau cabinet de dentiste vient justement d'ouvrir, qui promet des opérations sans douleur. |                                    |                                | |                       |
| 154 | Sailor Vénus Contre Sailor Jupiter | (夢対決!美奈子とまこと絶交宣言 | Yume taiketsu! Minako to Makoto zekkō sengen (La confrontation des rêves ! L’amitié brisée de Minako et Makoto)                           | 25 novembre 1995      |
| Minako et Makoto se battent pour un homme. Quand celui-ci est pris pour cible, les deux amies s'unissent à nouveau dans le combat. Sailor Jupiter utilise sa nouvelle attaque : Jupiter Oak Evolution. Quant à Sailor Venus, elle utilise Venus Love And Beauty Shock. |                                    |                                | |                       |
| 155 | Le Saut De La Liberté              | 恐怖を越えて!自由へのジャンプ  | Kyōfu wo koete! Jiyū he no jampu (Surmonter la peur ! Le saut vers la liberté)                                                            | 2 décembre 1995       |
| Chibiusa s'inscrit à la gymnastique, mais elle a peur du saut à cheval, les filles tentent de l'aider à vaincre sa peur. |                                    |                                | |                       |
| 156 | Le Miroir De La Verité             | 夢を見失わないで!真実を映す鏡  | Yume wo miushinawanaide! Shinjitsu wo utsusu kagami (N’abandonne pas tes rêves ! Le miroir reflète la vérité)                             | 9 décembre 1995       |
| Usagi et Chibiusa rencontrent un peintre dans le parc, qui fait le portrait des gens. Mais ses portraits déplaisent à leurs modèles. |                                    |                                | |                       |
| 157 | Le Doute Et L'Amitié               | ペガサスが消えた!?ゆれ動く友情 | Pegasasu ga kieta!? Yure ugoku yūjō (Pégase s'en est allé !? Une amitié animée)                                                           | 16 décembre 1995      |
| Chibiusa et ses amies veulent aider un garçon qui rêve de faire voler un vélo, mais celui-ci ne veut l'aide de personne. |                                    |                                | |                       |
| 158 | Le Secret de Pégase                | 天馬の秘密!夢世界を守る美少年  | Pegasasu no himitsu! Yume sekai wo mamoru bishōnen (Le secret de Pégase ! Le beau gardien du monde des rêves)                             | 23 décembre 1995      |
| À la suite d'un sort lancé par PallaPalla, Usagi et Chibiusa changent de taille. Pégase raconte à Chibiusa qui il est réellement. |                                    |                                | |                       |
| 159 | La Petite Rhapsodie                | ちびうさの小さな恋のラプソディ | Chibiusa no chīsana koi no rapusodi (La petite rhapsodie de l'amour de Chibiusa)                                                          | 13 janvier 1996       |
| Usagi entend Chibiusa parler toute seul dans sa chambre, et est persuadée qu'elle cache quelque chose. Les filles pensent que Chibiusa aime un garçon, qu'elle décrit comme un homme pâle à la tête longue. Un passant semblant correspondre à la description est attaqué. |                                    |                                | |                       |
| 160 | L'Age Adulte                       | 大人になる夢!アマゾネスの当惑  | Otona ni naru yume! Amazonesu no tōwaku (Rêver d'être un adulte ! La confusion des Amazones)                                              | 20 janvier 1996       |
| Le Amazones Quartet et les guerrières en civil se rencontrent et se lient d'amitié.... |                                    |                                | |                       |
| 161 | Aux Mains De L'Ennemi              | 動き出した恐怖!闇の女王の魔手  | Ugoki dashita kyōfu! Yami no joō no mashu (Une menace imminente ! La maléfique reine approche)                                            | 27 janvier 1996       |
| Queen Nehelennia commence son offensive et parvient à s'emparer de l'énergie de Mamoru... |                                    |                                | |                       |
| 162 | Le Secret Du Chapiteau             | 闇の震源地デッドムーンサーカス | Yami no shingenchi Deddo Mūn Sākasu (Le siège des ténèbres : Dead Moon Circus)                                                            | 3 février 1996        |
| Chibiusa est enlevée par Queen Nehelennia qui parvient à lui voler son miroir des rêves... |                                    |                                | |                       |
| 163 | De L'Autre Côté Du Miroir          | 鏡の迷宮!捕えられたちびムーン  | Kagami no meikyū! Toraerareta Chibi Mūn (Le labyrinthe des miroirs ! Chibi Moon est faite prisonnière)                                    | 10 février 1996       |
| Les guerrières combattent Zirconia sous le chapiteau. Chibiusa est avec Queen Nehelennia et Helios... |                                    |                                | |                       |
| 164 | Le Cristal D'Or                    | 黄金水晶出現!ネヘレニアの魔力  | Gōruden Kurisutaru shutsugen! Neherenia no maryoku (Le Golden Crystal apparaît ! Le sort de Nehelennia)                                   | 17 février 1996       |
| Queen Nehelennia parvient à s'emparer du Cristal d'or. Elle se libère de sa prison et commence à tout détruire autour d'elle... |                                    |                                | |                       |
| 165 | Le Pouvoir Du Cristal D'Or         | クリスタル輝く時!美しき夢の力  | Kurisutaru kagayaku toki! Utsukushiki yume no chikara (Le cristal brille ! Le pouvoir magnifique des rêves)                               | 24 février 1996       |
| Les guerrières combattent Queen Nehelennia épaulées par le Amazones Quartet, qui permettent à Sailor Moon et Sailor Chibi Moon de récupérer le Golden Crystal... |                                    |                                | |                       |
| 166 | Le Rêve Eternel                    | 夢よいつまでも!光, 天に満ちて  | Yume yo itsumademo! Hikari, ten ni michite (Des rêves éternels ! Une lumière à travers le ciel)                                           | 2 mars 1996           |
| Le pouvoir du Golden Crystal détruit le cirque des Dead Moon, mais pas Queen Nehelennia qui profite de l'évanouissement des guerrières pour enlever Chibi Moon. Queen Nehelennia jette la petite guerrière dans le vide avant de repartir dans son miroir. Sailor Moon laisse Queen Nehelennia s'enfuir et sauve Chibi Moon avec l'aide de Pégase, qui part une fois que les guerrières et le monde sont sauvés... |                                    |                                | |                       |

## Saison 5
Diffusée sur TV Asahi entre le 9 mars 1996 et le 8 février 1997, elle contient 34 épisodes formant deux parties.
Avec la disparition du Club Dorothée cette saison n'a jamais été diffusée à la télé en France et restera donc inédite dans les pays francophones jusqu'en 2015 avec la sortie du coffret DVD collector de Kazé qui proposera une version française avec un tout nouveau casting pour cette saison réalisée aux studios Time-Line Factory.

### Fiche technique
- Titre original : Bishōjo Senshi Sailor Moon: Sailor Stars (美少女戦士セーラームーン セーラースターズ?)
- Titre français : Sailor Moon Sailor Stars
- Réalisation : Takuya Igarashi
- Scénario : d’après Sailor Moon de Naoko Takeuchi
- Musique : Takanori Arisawa
- Génériques :
  - Générique d'ouverture : Sailor Star Song par Kae Hanazawa
  - Génériques de fin :  Kaze mo Sora mo Kitto... (風も空もきっと．．．?) par Alisa Mizuki (épisodes 1 à 33), Moonlight Densetsu (ムーンライト伝説?) par Moon Lips (ep 34)
- Character design : Katsumi Tamegai
- Studio d'animation : Toei Animation
- Licencié par :
  -  Japon : Toei Animation
  -  France : Kazé (2015)
- Nombre d’épisodes diffusés :
  -  Japon : 34 (terminé)
  -  France : 0 (terminé)
- Nombre d’épisodes disponible en DVD :
  -  Japon : 34 (terminé)
  -  France : 34 (terminé) 26 novembre 2015
- Durée : 34 x 20 minutes
- Dates de première diffusion :
  -  TV Asahi : 9 mars 1996 – (terminé)
  -  France : Aucune diffusion télévisuelle, direct to video (terminé)

Doublage Français réalisé par : Time-Line Factory

### Épisodes
| No | Titre français | Titre japonais                    | Titre japonais                                                                                | Date de 1re diffusion |
| No | Titre français | Kanji                             | Rōmaji                                                                                        | Date de 1re diffusion |
| --- | --- | --------------------------------- | --------------------------------------------------------------------------------------------- | --------------------- |
| 167 | Pétales de cauchemar dans le vent ! Le retour de la reine des ténèbres.                                                                                                  | 悪夢花を散らす時!闇の女王復活     | Akumu hana wo chirasu toki! Yami no Joō fukkatsu                                              | 9 mars 1996           |
| Alors que Sailor Pluto vient récupérer Hotaru des bras de son père, une étrange voix libère Queen Nehelennia de sa prison. La reine des ténèbres veut prendre sa revanche sur Sailor Moon et ses amies... Elle brise son miroir des rêves et ses fragments atterrissent partout sur Terre. Chibiusa s’apprête à repartir dans le futur, mais la pluie de bris de verre perturbe le voyage temporel de la jeune fille. Mamoru reçoit une partie du miroir dans son œil et son comportement devient étrange. Sur le toit d’un immeuble, Haruka et Michiru sont prises pour cible par les éclats du miroir, qui se transforment en clones de Queen Nehelennia. Mises en péril, elles sont sauvées par Sailor Pluto. Cette attaque provoque le réveil de Sailor Saturn, qui transforme les trois guerrières du système solaire externe en Super Sailor. | |                                   |                                                                                               |                       |
| 168 | L’éveil de Saturn ! Le rassemblement des dix guerrières. | サターンの目覚め!S10戦士集結      | Satān no mezame! Sērā 10 Senshi shūketsu                                                      | 23 mars 1996          |
| Hotaru continue sa croissance démentielle pour devenir une jeune fille de 10 ans. Accumulant un savoir infini, elle comprend que la princesse de la Lune, Sailor Moon, est en grave danger. Elle prend conscience qu’elle est Sailor Saturn, et se remémore les évènements de sa vie passée. Usagi et ses amies s’inquiètent du comportement étrange des habitants de la ville qui semblent fascinés par les miroirs et leur propre reflet. Mamoru, lui aussi, devient agressif et ignore Usagi. Les guerrières Sailor sont attaquées par les clones de Queen Nehelennia. En difficulté face à l’ennemi, les guerrières de la Lune sont sauvées par les gardiennes du système solaire externe, Sailor Uranus, Sailor Neptune et Sailor Pluto. Sailor Saturn demande aux filles d’unir leur force afin de permettre à Sailor Moon d’atteindre sa forme ultime, Eternal Sailor Moon. Celle-ci parvient à se transformer brièvement et tue tous les ennemis en un coup. | |                                   |                                                                                               |                       |
| 169 | Le miroir maudit ! Mamoru en plein cauchemar. (DVD VOSTFR) Le miroir maudit ! Bourdu en plein cauchemar. (DVD VF)                                                        | 呪いの魔鏡 ! 悪夢にとらわれた衛   | Noroi no makyō! Akumu ni torawareta Mamoru                                                    | 13 avril 1996         |
| Tant au lycée qu’en ville, les Tokyoïtes semblent devenus des zombies absorbés par les miroirs. Inquiète du comportement de Mamoru, Usagi lui fait une petite visite surprise et découvre le sol et les murs de son appartement jonchés de miroirs… Mamoru devient très agressif et chasse aussitôt Usagi de son appartement. Après s’être concertée avec ses amies, Usagi finit par comprendre que Queen Nehelennia est de retour et que Mamoru est la cible de la diabolique reine. Toutes les guerrières arrivent à l’appartement de Mamoru, mais elles ne peuvent qu’assister, impuissantes, à son enlèvement par leur ennemie. | |                                   |                                                                                               |                       |
| 170 | La nuit fatidique ! Les guerrières face à l'épreuve. | 運命の一夜 ! セーラー戦士の苦難   | Unmei no ichiya! Sērā Senshi no kunan                                                         | 20 avril 1996         |
| Chibiusa commence à se sentir très faible et son corps semble s’évaporer depuis l’enlèvement de Mamoru. En effet, si son père meurt, elle ne peut être née dans le futur et est donc vouée à disparaître. Quant à Queen Nehelennia, elle pose un ultimatum à Sailor Moon : si elle veut retrouver Mamoru, elle devra venir le chercher elle-même avant la nouvelle aube. Bien que consciente du piège, Usagi refuse d’abandonner Mamoru, se transforme en Eternal Sailor Moon et part à la recherche de Nehelennia et Mamoru. Les autres guerrières unissent leurs pouvoirs pour la suivre, mais tombent également dans le piège de Queen Nehelennia. Les guerrières sont dispersées et atterrissent chacune dans une étrange dimension créée par la diabolique reine. Sailor Uranus et Sailor Mercury se retrouvent ensemble dans ce qu’il semble être les ruines d’un temple gréco-romain. Elles associent leurs compétences pour vaincre un leurre de Nehelennia, mais sont aussitôt emprisonnées dans un miroir. Sailor Mars et Sailor Neptune ont quant à elles, échoué dans une mystérieuse forêt et sont elles aussi prises pour cible par Nehelennia. | |                                   |                                                                                               |                       |
| 171 | Par amour ! Combats dans un monde diabolique sans fin. | 愛ゆえに!果てしなき魔界の戦い     | Ai yue ni ! Hateshinaki makai no tatakai                                                      | 27 avril 1996         |
| Sailor Mars et Sailor Neptune apprennent à faire confiance l’une à l’autre et finissent par se débarrasser du leurre de Nehelennia. Mais elles sont aussitôt enfermées dans un miroir... Sailor Pluto et Sailor Venus affrontent de nombreux ennemis au bord d’une falaise ; il faudra que Sailor Pluto rappelle à Sailor Venus qu’elle est la leader des guerrières Sailor pour que sa véritable force resurgisse. Mais elles finissent elles aussi par tomber dans le piège de Nehelennia et sont faites à leur tour prisonnières. Tandis que Sailor Moon, complètement hagarde, est enfermée dans le cauchemar de la diabolique reine, Sailor Chibi Moon et Sailor Saturn arrivent au repaire de Nehelennia. | |                                   |                                                                                               |                       |
| 172 | Le pouvoir lunaire de l’amour ! Quand le cauchemar prend fin. | 愛のムーンパワー ! 悪夢の終わる時 | Ai no mūn pawā! Akumu no owaru toki                                                           | 4 mai 1996            |
| Sailor Jupiter réussit à réveiller Sailor Moon, grâce à ses boucles d’oreille en forme de rose, qui lui ont rappelé Tuxedo Mask. Mais la guerrière de la foudre est elle aussi piégée dans un miroir par Nehelennia. Usagi décide de mettre fin à ce cauchemar et parvient tant bien que mal à atteindre le palais de Nehelennia. Mais elle n’arrive que pour voir Chibi Moon disparaître. Alors, Sailor Moon finit par comprendre que Nehelennia a toujours été seule dans sa vie et c’est ce qu’il l’a poussée à devenir si diabolique. Prise d’une immense compassion, elle parvient à briser les miroirs qui enfermaient les guerrières Sailor. Mamoru, pleurant de pitié pour Nehelennia, expulse le bris de verre qui le maintenait dans son état léthargique, et Chibi Moon finit par réapparaître. Ensemble, les dix guerrières parviennent à modifier le passé de Nehelennia et faire en sorte que son rêve se réalise : celui d’être entourée d’amis qui l’aime. Tout semble être revenu à la normale, mais un rire diabolique retentit du fond de la galaxie... | |                                   |                                                                                               |                       |
| 173 | Séparation, rencontre ! Les étoiles de l'éternel recommencement. | 別れと出会い!運命の星々の流転     | Wakare to deai! Unmei no hoshiboshi no ryūten                                                 | 11 mai 1996           |
| Sailor Galaxia arrive aux abords du système solaire et souhaite s’emparer des Star Seeds des représentants des planètes. Sur Terre, Mamoru doit quitter le Japon pendant un an pour étudier aux États-Unis. À l’aéroport, Usagi rencontre, sans toutefois les reconnaître, les Three Lights, un groupe d’idoles japonaises qui affolent les jeunes filles du Japon. Mais, alors qu’il vient à peine de décoller, l’avion de Mamoru est attaqué en plein vol par une lumière orangée. Seiya, Taiki et Yaten, les trois garçons des Three Lights, ont ressenti cette attaque et concluent que la lumière d’une étoile vient de s’éteindre. Ils regrettent aussi qu’« elle » ne soit pas là... Plus tard, Rei, Makoto, Ami et Minako proposent à Usagi d’aller assister à un des tournages des Three Lights pour la télévision. Les trois garçons jouent aux côtés de Alice Itsuki, une actrice très populaire. Pendant la pause, Chuuko Nezu, une étrange journaliste, souhaite l’interviewer, mais se heurte à un refus. Nezu se transforme alors en guerrière Sailor, Sailor Iron Mouse. Elle attaque l’actrice pour s’emparer de son Star Seed. Usagi, qui a assisté à toute la scène, se transforme en Eternal Sailor Moon. Grâce à ses bracelets, Sailor Iron Mouse parvient à extraire le Star Seed de l’actrice, qui est un petit cristal éclos d’une fleur. Mais le Star Seed s’assombrit et Sailor Iron Mouse quitte la scène, déçue. Sous les yeux effarés de Sailor Moon, l’actrice devient un Phage, un monstre, appelé Sailor Buri ! Sailor Buri attaque Sailor Moon, mais celle-ci refuse de se battre contre un humain... même s’il est devenu un monstre ! Trois nouvelles guerrières apparaissent alors : Sailor Star Fighter, Sailor Star Healer et Sailor Star Maker, qui se font appeler les Sailor Starlights. Sailor Star Fighter utilise son attaque « Star Serious Laser! » pour tuer le Phage, mais Sailor Moon s’interpose. Selon les Sailor Starlights, toute personne qui a perdu son Star Seed ne peut être sauvée et doit être tuée. Mais Sailor Moon ne l’entend pas de cette oreille et, grâce à son attaque « Starlight Honeymoon Therapy Kiss! », parvient à faire revenir Alice. Les Sailor Starlights en profitent pour s‘éclipser… | |                                   |                                                                                               |                       |
| 174 | Tempête sur le lycée ! Les nouveaux élèves sont des stars. | 学園に吹く嵐 ! 転校生はアイドル   | Gakuen ni fuku arashi ! Tenkōsei wa aidoru                                                    | 18 mai 1996           |
| Les Three Lights sont désormais scolarisés dans le même lycée qu’Usagi et ses amies. Chaque étudiant doit s’inscrire à une activité extrascolaire. Seiya, qui semble attiré par Usagi, la prend à partie et ensemble, ils expérimentent différents sports. Ils finissent par essayer le football américain, où Seiya excelle face à Yuji Kayama, le capitaine de l’équipe. Mais celui-ci est pris pour cible par Sailor Iron Mouse, qui vient récupérer son Star Seed, dont l’éclat finit par s’éteindre au bout de quelques instants. Kayama se transforme en Phage, qui se transforme en Sailor Guts. Sailor Moon finira par le faire redevenir humain, et c’est l’occasion pour Sailor Mars, Sailor Mercury, Sailor Jupiter et Sailor Venus de rencontrer les Sailor Starlights. Mais sont-elles des amies ou des ennemies ? | |                                   |                                                                                               |                       |
| 175 | En route pour la gloire ! Les ambitions de Minako. (DVD VOSTFR) En route pour la gloire ! Les ambitions de Mathilda. (DVD VF)                                            | アイドルをめざせ ! 美奈子の野望   | Aidoru wo mezase ! Minako no yabō                                                             | 25 mai 1996           |
| Minako a toujours rêvé de devenir une idole et elle voit en l’arrivée des Three Lights une excellente opportunité pour se faire connaître. Ainsi, elle se met en scène avec Seiya, Taiki et Yaten pour que la presse à scandales croie à une liaison. Mais son plan échoue lamentablement et elle décide de devenir l’assistante des Three Lights. Minako sera vite remise à sa place par Saki Itabashi, une jeune photographe de talent qui lui conseille de travailler pour devenir une idole, plutôt que de le devenir grâce aux autres. Saki Itabashi est prise pour cible par Sailor Iron Mouse, mais elle ne possède pas un véritable Star Seed, à l’éclat éternel. Sailor Galaxia s’agace des échecs de sa subordonnée. | |                                   |                                                                                               |                       |
| 176 | Le vrai visage de Fighter ! Une transformation stupéfiante. | ファイターの正体 ! 衝撃の超変身   | Faitā no shōtai! Shōgeki no chōhenshin                                                        | 8 juin 1996           |
| Les Three Lights sont les stars d’une nouvelle comédie musicale. Ils apprennent le chant, la danse et la comédie grâce à Akane Gushiken, la réalisatrice du spectacle. Cependant, elle semble avoir Seiya dans son collimateur : elle le trouve particulièrement médiocre. Usagi et ses amies, qui assistent aux répétitions, sont choquées par l’agressivité de la réalisatrice. D’ailleurs, Rei la reconnaît et comprend qu’elle n’est autre que Sœur Angela, une religieuse de son lycée. Mais la réalisatrice est prise pour cible par Sailor Iron Mouse qui se transforme en Sailor Director. Seiya est attaqué et sa métamorphose est surprenante : Seiya est en réalité une femme, Sailor Star Fighter ! Avec l’aide de Sailor Mars et Sailor Moon, il parvient à désenvouter la réalisatrice, bien que les intérêts des guerrières de la Lune et de la Sailor Starlight semblent divergents... | |                                   |                                                                                               |                       |
| 177 | Rêves et passions dans les étoiles ! La transformation de Taiki. (DVD VOSTFR) Rêves et passions dans les étoiles ! La transformation d’Éther. (DVD VF)                   | 星に託す夢とロマン! 大気の変身    | Hoshi ni takusu yume to roman ! Taiki no henshin                                              | 15 juin 1996          |
| Au lycée, Ami et Taiki bien que rivaux, partagent une intelligence équivalente. Ils rencontrent par hasard le professeur d’astronomie Wataru Amanogawa, qui leur parle de l’arrivée imminente d’une comète, qu’il a baptisée François, en hommage à un de ses anciens petits amis. Il leur confie également qu’il a refusé un éminent poste à Cambridge, parce qu’il préfère observer les étoiles. Ami trouve le professeur particulièrement romantique, mais ce n’est pas le cas de Taiki qui est très rationnel et qui ne croit pas au pouvoir des rêves et de l’amour. Mais le professeur est attaqué par Sailor Iron Mouse, ce qui contraint Taiki à se transformer en femme et à devenir Sailor Star Maker... | |                                   |                                                                                               |                       |
| 178 | Luna l’a vu ? Yaten, une star à visage découvert. (DVD VOSTFR) Luna l’a vu ? Nocté, une star à visage découvert. (DVD VF)                                                | ルナは見た !? アイドル夜天の素顔  | Luna wa mita!? Aidoru Yaten no sugao                                                          | 22 juin 1996          |
| Luna a disparu : Usagi et ses amies sont donc très inquiètes. Elle la retrouve bien plus tard dans les bras de Yaten... En effet, l’idole participe à une émission de télévision sur les animaux domestiques. Sur le plateau, Yaten rencontre Noriko Okamachi, une autre idole japonaise. La femme drague très clairement Yaten, qui décline froidement son invitation. Plus tard, alors que Yaten emmène Luna se faire toiletter dans une animalerie, il rencontre de nouveau Noriko, qui est la nouvelle cible de Sailor Iron Mouse. Yaten se transforme en Sailor Star Healer pour combattre le nouvel ennemi, Sailor Ojou. | |                                   |                                                                                               |                       |
| 179 | Ennemies ou alliées ? Les Starlights et les guerrières. | 敵?味方?スターライツとS戦士       | Teki? Mikata ? Sutāraitsu to Sērā Senshi                                                      | 29 juin 1996          |
| Alors que les Three Lights parlent de retrouver leur princesse, Usagi rencontre par hasard Haruka et Michiru. Taiki est convié à une émission de télévision gastronomique, en compagnie du chef Tetsurou Yoshinogawa. Comprenant que Makoto est très douée pour la cuisine, il invite également la jeune fille pour participer à l’émission. Usagi s’incruste également et son aide sera précieuse puisque Sailor Iron Mouse transforme le cuisinier en Sailor Chef... | |                                   |                                                                                               |                       |
| 180 | L’Éclat d’étoiles qui s’appellent ! Haruka et Michiru au combat. (DVD VOSTFR) L’éclat des étoiles qui s’appellent ! Frédérique et Mylène entrent dans la lutte. (DVD VF) | 呼び合う星の輝き ! はるか達参戦   | Yobiau hoshi no kagayaki! Haruka-tachi sansen                                                 | 13 juillet 1996       |
| Usagi et ses amies tentent de se rendre au Fantastic International Music Festival, un énorme concert en plein air où jouent les Three Lights. Elles parviennent à obtenir des tickets grâce à Haruka et Michiru. En effet, Michiru fera un duo au violon avec les Three Lights. Sailor Iron Mouse est menacée de mort par Sailor Galaxia, à cause de ses échecs répétés. Désespérée, elle prend pour cible Albert pon Garajan, un chef d’orchestre qui jouera au Fantastic International Music Festival. Le soir du concert est arrivé. Michiru ressent l’énergie des Three Lights. Usagi arrive bien après la cérémonie... elle a loupé son bus... Elle rejoint Michiru en coulisse, où l’atmosphère entre Haruka et Seiya est électrique... Plus tard, le chef d’orchestre est attaqué par Sailor Iron Mouse, mais c’est un échec pour la méchante guerrière : le Star Seed est noir. Sailor Iron Mouse s’éclipse, laissant derrière elle Albert, transformé en Sailor Conductor. Ensemble, Sailor Moon et les Sailor Starlights parviennent à l’arrêter et à sauver le chef d’orchestre. Alors que les guerrières semblent enfin s’entendre et s’allier, elles sont interrompues par Sailor Neptune et Sailor Uranus. Celles-ci refusent que leur princesse s’allie avec des êtres venus de l’extérieur du système solaire... | |                                   |                                                                                               |                       |
| 181 | Seiya et Usagi, le rendez-vous de tous les dangers. (DVD VOSTFR) Aster et Bunny, le rendez-vous de tous les dangers. (DVD VF)                                            | セイヤとうさぎのドキドキデート    | Seiya to Usagi no doki-doki dēto                                                              | 20 juillet 1996       |
| Les échecs répétés de Sailor Iron Mouse ont profondément agacé Sailor Galaxia. Si Sailor Iron Mouse ne ramène pas immédiatement un véritable Star Seed, la guerrière la plus puissante de la galaxie la tuera. Paniquée, elle finit par comprendre que les trois garçons des Three Lights pourraient posséder de vrais Star Seeds. Usagi et Seiya organisent une sortie au parc d’attractions de la ville. Le rendez-vous, supposé amical, devient plus ambigu lorsque Seiya propose à Usagi de danser en discothèque. Là-bas, Seiya est attaqué par Sailor Iron Mouse. Si Usagi parvient à s’éclipser pour se transformer en Eternal Sailor Moon, ce n’est pas le cas du jeune homme qui est obligé de se transformer en guerrière Sailor devant Sailor Iron Mouse. Mise en échec, l’ennemie est tuée sur place par Sailor Galaxia. Pour la première fois, Sailor Moon découvre le visage de sa véritable ennemie... | |                                   |                                                                                               |                       |
| 182 | L'Invasion venue de l'espace ! Seiren descend du ciel. | 宇宙からの侵略 ! セイレーン飛来   | Uchū kara no shinryaku! Seirēn hirai                                                          | 3 août 1996           |
| Sailor Aluminum Seiren prend officiellement la place de Sailor Iron Mouse pour collecter les Star Seeds présents sur Terre. Sa grande rivale, Sailor Lead Crow, l’a également suivie, pour l’aider. Usagi vient d’écrire sa trentième lettre pour Mamoru. Toutes sont restées sans réponse. Au parc de la ville, alors qu’elle se demande avec Luna si les Sailor Starlights sont des amies ou des alliées, une mystérieuse petite fille descend du ciel, suivant doucement le vent, son parapluie grand ouvert. Usagi lui demande son prénom, la petite fille se contente de répondre Chibi Chibi. Usagi la perd de vue, mais la retrouve plus tard chez elle : sa propre mère présente Chibi Chibi comme étant la sœur d’Usagi ! Les guerrières Sailor se réunissent, mais Sailor Pluto, qui a connaissance du futur, confirme qu’Usagi n’a jamais eu une autre fille que Chibi Moon. Le mystère reste entier, tandis que Sailor Aluminum Seiren prend pour cible un policier. | |                                   |                                                                                               |                       |
| 183 | Les esprits des morts hurlent ? Un monstre terrorise les campeurs. | 死霊の叫び !? 恐怖キャンプの怪人  | Shiryō no sakebi? Kyōfu kyampu no kaijin                                                      | 10 août 1996          |
| Les filles partent à la campagne pour rendre visite au cousin de Rei, un artiste-sculpteur. Là-bas, elles découvrent que son atelier a été ravagé. Aussi, par pure coïncidence, les Three Lights sont en tournage près du lieu où campent Usagi et ses amies. Une rumeur persiste selon laquelle un monstre errerait dans la forêt alentour. Ce monstre n’est en fait que le cousin de Rei, transformé en Phage par Sailor Aluminum Seiren. | |                                   |                                                                                               |                       |
| 184 | Une nuit à deux ! Usagi en danger. (DVD VOSTFR) Une nuit à deux ! Bunny en danger. (DVD VF)                                                                              | ふたりきりの夜 ! うさぎのピンチ   | Futarikiri no yoru! Usagi no pinchi                                                           | 17 août 1996          |
| La famille d’Usagi part en vacances, laissant la jeune fille seule à son domicile. Seiya propose de passer la nuit avec elle pour lui tenir compagnie et pour la protéger des cambrioleurs. Ne relevant pas l’ambiguïté de la situation, Usagi accepte. Le soir venu, Seiya et Usagi sont rejoints par Rei, Ami, Makoto et Minako, trop curieuses de laisser les deux jeunes gens tout seuls. Taiki et Yaten débarquent à leur tour, suivis de Michiru et Haruka, victimes d’une panne de voiture. Les journalistes s’en mêlent quand ils apprennent que les idoles passent une nuit chez une jeune fille... Un chroniqueur est attaqué par Sailor Aluminum Seiren et Sailor Lead Crow. Tout ce petit monde dans la maison finit par mettre tout sens dessus dessous ! | |                                   |                                                                                               |                       |
| 185 | Taiki chante avec passion ! Toute la foi d’un cœur dans une chanson. (DVD VOSTFR) Éther chante avec passion ! Toute la foi d’un cœur dans une chanson. (DVD VF)          | 大気絶唱!信じる心を歌にこめて     | Taiki zesshō ! Shinjiru kokoro wo uta ni komete                                               | 31 août 1996          |
| Misa est une petite fille malade, hospitalisée depuis très longtemps. Sa médecin est la maman d’Ami. Misa est une fan des Three Lights. Elle adore particulièrement Taiki. Les chansons des Three Lights inspirent Misa qui dessinent la princesse qu’elle visualise en écoutant les chansons des Three Lights. Mais depuis quelques jours, Misa n’a plus vraiment d’idées. En effet, Taiki ne chante plus avec conviction, car il croit que le message qu’ils portent à leur princesse ne leur parvient pas. Sa rencontre avec Misa va tout changer. | |                                   |                                                                                               |                       |
| 186 | Chibi Chibi fait des mystères ! Une filature mouvementée. | ちびちびの謎!おさわがせ大追跡     | Chibichibi no nazo! Osawagase daitsuiseki                                                     | 7 septembre 1996      |
| Alors qu’Usagi rentre de l’école, elle croise Chibi Chibi, les mains remplies de bonbons et de gâteaux, et portant une poupée sous le bras. Comme ce n’est pas la mère d’Usagi qui lui a donné toutes ses friandises, Usagi est persuadée qu’il existe un royaume avec des bonbons. Usagi et ses amies, accompagnées de Seiya, Taiki et Yaten, prennent en filature Chibi Chibi, qui les amène chez Jotaro Kiriyama, un vieux monsieur très riche. Mais Jotaro Kiriyama est la nouvelle cible de Sailor Aluminum Seiren et Sailor Lead Crow. | |                                   |                                                                                               |                       |
| 187 | Le pouvoir d'une étoile éclatante ! La transformation de Chibi Chibi. | 輝く星のパワー!ちびちびの変身     | Kagayaku hoshi no pawā! Chibichibi no henshin                                                 | 14 septembre 1996     |
| Le fan-club des Three Lights, au lycée Juuban, voit d’un très mauvais œil la relation entre Seiya et Usagi. Sonoko, la présidente du club et excellente joueuse de base-ball, défie Usagi dans un match. Si Usagi gagne, le fan-club acceptera sa relation avec Seiya. Dans le cas contraire, Usagi devra laisser Seiya tranquille. Mais Sonoko est la nouvelle cible de Sailor Aluminum Seiren, dont les échecs énervent Sailor Galaxia. Le jour du match, Sailor Aluminum Seiren profite d’une pause pour attaquer Sonoko. Usagi, surprenant Sailor Aluminum Seiren, se transforme en Eternal Sailor Moon. Seulement, son ennemie a tout vu et comprend que Sailor Moon est Usagi Tsukino. La situation empire lorsque Sailor Moon est mise à terre par la méchante guerrière. Chibi Chibi sort de sa cachette. La petite fille finit par toucher l’Eternal Tiare. Une puissante lumière, douce et chaude, surgit de Chibi Chibi qui se transforme en guerrière Sailor, Sailor Chibi Chibi Moon. La petite fille donne le Holy Moon Cálice à Sailor Moon, qui convertit son Eternal Tiare en Moon Power Tiare. Grâce à cette nouvelle baguette, Sailor Moon peut utiliser l’attaque « Silver Moon Crystal Power Kiss! ». Sailor Aluminum Seiren est obligée de se retirer, tête basse. Usagi et ses amies se demandent décidément qui peut bien être Chibi Chibi... | |                                   |                                                                                               |                       |
| 188 | Invitation à la terreur ! Vol de nuit pour Usagi. (DVD VOSTFR) Invitation à la terreur ! Vol de nuit pour Bunny. (DVD VF)                                                | 恐怖への招待 ! うさぎの夜間飛行   | Kyōfu e no shōtai! Usagi no yakan hikō (Une invitation de l’horreur ! Vol de nuit pour Usagi) | 12 octobre 1996       |
| Les Three Lights organisent une projection spéciale de leur nouveau film à bord d’un avion spécialement affrété pour l’occasion. Réservée aux membres de leur fan-club, Makoto, Rei, Ami et Minako sont bien évidemment invitées à l’évènement. Quant à Usagi, qui ne s’est jamais inscrite au club, rentre seule chez elle. Cependant, une invitation l’attend bel et bien dans son courrier : Sailor Aluminum Seiren, qui a compris qu’Usagi était Sailor Moon, l’invite à bord de l’avion pour la projection. Comprenant que ses amis sont en danger, la jeune fille se rend rapidement à l’aéroport et embarque in extremis à bord de l’avion. Elle tente de faire annuler le décollage, mais en vain. En plein vol, Sailor Aluminum Seiren lance son piège et endort tous les passagers, sauf l’espace privé où se trouvent Usagi et les Three Lights. L’ennemie attaque Usagi et réclame son Star Seed en échange de la vie de tous les passagers. Alertées par le combat, Minako et ses amies rejoignent le compartiment privé. Ayant promis à Usagi de la protéger et quelles que soient les circonstances, Seiya se transforme en Sailor Star Fighter, bientôt suivi par Taiki et Yaten qui deviennent eux aussi des guerrières Sailor. Sous les yeux ébahis des Sailor Starlights, Usagi, Minako et les autres filles se transforment à leur tour. Cernée, Sailor Aluminum Seiren est contrainte de battre en retraite. Ne tolérant plus ce dernier échec, Sailor Galaxia reprend les bracelets de sa subordonnée, ce qui la tue sur le coup. | |                                   |                                                                                               |                       |
| 189 | Le sentier entre devoir et amitié ! Conflit chez les guerrières. | 使命と友情の間 ! S戦士達の対立    | Shimei to yūjō no hazama! Sērā Senshi-tachi no tairitsu                                       | 19 octobre 1996       |
| Depuis les évènements et les révélations survenus à bord du vol de nuit, les Three Lights ne vont plus au lycée et semblent éviter Usagi et ses amies. Comprenant que les idoles japonaises vont bientôt donner une interview lors d’une émission radiophonique, Rei arrange un rendez-vous entre Usagi et Seiya. Les deux jeunes gens sont prêts à unir leur force contre leurs ennemis, mais sont interrompus par Taiki et Yaten, clairement opposés à une telle alliance. La discussion se termine brutalement alors que le présentateur de l’émission de radio est attaqué par Sailor Lead Crow. Usagi se transforme en Sailor Moon et part à son secours. Taiki et Yaten dissuadent Seiya de la rejoindre. Plus loin, Sailor Moon parvient à guérir l’animateur changé en Phage. Mais, derrière elle et tapie dans l’ombre, une nouvelle ennemie fait son apparition : il s’agit de Sailor Tin Nyanko, la dernière des Sailor Animamates. Brandissant son pistolet, elle tire un puissant rayon laser destiné à tuer la guerrière de la Lune. Seiya s’interpose et reçoit l’attaque de front. Sailor Star Maker et Sailor Star Fighter arrivent à leur tour et chassent Sailor Lead Crow et Sailor Tin Nyanko. Les deux Sailor Starlights tiennent Sailor Moon pour unique responsable de la blessure de Seiya. Le dialogue semble définitivement rompu entre les guerrières de la Lune et les Sailor Starlights. | |                                   |                                                                                               |                       |
| 190 | La vérité révélée ! Le passé de Seiya, Taiki et Yaten. (DVD VOSTFR) La vérité révélée ! Le passé d’Aster, Éther et Nocté. (DVD VF)                                       | 明かされた真実 ! セイヤ達の過去   | Akasareta shinjitsu! Seiya-tachi no kako                                                      | 26 octobre 1996       |
| Alertées par les récents évènements, Sailor Uranus, Neptune et Pluto veulent définitivement chasser les Sailor Starlights de la Terre. Mais alors qu’elles s’apprêtent à affronter Sailor Star Maker et Sailor Star Fighter, Seiya s’interpose pour empêcher le combat. Il promet de ne plus jamais revoir Usagi. Mais la jeune fille ne comprend pas cette décision, c’est pourquoi Seiya lui donne discrètement un rendez-vous au concert donné par les Three Lights au parc d’attractions Megalopolis. C’est au travers d’une chanson que Seiya raconte son passé à Usagi. Elle apprend que la planète des Sailor Starlights, Kinmoku, a été détruite par Sailor Galaxia. Leur princesse s’est échappée et s’est réfugiée sur Terre. Depuis, les Sailor Starlights sont à sa recherche. Toujours très faible, Seiya fait un malaise en plein concert. Malgré sa promesse et sa blessure, le jeune homme part rejoindre Usagi, mais ils sont attaqués par Sailor Amuse, le nouveau Phage créé par Sailor Lead Crow. Aidée par Sailor Uranus, Neptune et Pluto, Sailor Moon parvient à guérir le monstre. Mais ce dernier affrontement n’améliore pas du tout les relations entre les Sailor Starlights et les guerrières du système solaire externe. | |                                   |                                                                                               |                       |
| 191 | L’envol des papillons de lumière ! Pressentiment d’une nouvelle vague.                                                                                                   | 光の蝶が舞う時 ! 新しい波の予感   | Hikari no chō ga mau toki! Atarashī nami no yokan                                             | 9 novembre 1996       |
| D’étranges papillons de lumière guident Chibi Chibi jusque dans une forêt, où la petite fille finit par trouver un brûle-parfum. Nimbée d’une aura rouge, Chibi Chibi se transforme en guerrière Sailor... Ne supportant plus le conflit entre les Starlights et les autres guerrières, Ami, Rei, Makoto et Minako tentent de rentrer en contact avec les Three Lights. Pour cela, elles décident de s’inscrire à une convention de jeux vidéo. Parrainé par Taiki, le grand gagnant du tournoi aura la possibilité de rencontrer le chanteur. Éliminant tous ses adversaires, Ami parvient à obtenir une courte entrevue avec Taiki, où elle explique qu’Usagi est une jeune femme d’une grande bonté qui ne souhaitait pas que Seiya soit blessé. Leur conversation est interrompue alors que Sailor Lead Crow change la présentatrice de la convention en Phage, Sailor Gamer. Sailor Mercury part se battre, tandis que Taiki s’éloigne, se désintéressant totalement du sort de la planète Terre. Au même moment, Chibi Chibi réussit à apaiser les tourments d’Usagi grâce à son brûle-parfum. Elle décide donc de rejoindre ses amies, qui sont désormais en plein combat contre Sailor Gamer. Gravement blessées, Sailor Mercury, Sailor Mars, Sailor Jupiter et Sailor Venus sont finalement aidées par les Sailor Starlights. Eternal Sailor Moon arrive à point nommé pour guérir le Phage. C’est l’occasion pour toutes les guerrières de faire une mise au point et de faire un nouveau pas vers la réconciliation. | |                                   |                                                                                               |                       |
| 192 | La ligne droite vers le rêve ! Minako, la naissance d’une star ? (DVD VOSTFR) La ligne droite vers le rêve ! Mathilda, la naissance d’une star ? (DVD VF)                | 夢一直線!アイドル美奈子の誕生     | Yume icchokusen ! Aidoru Minako tanjō !?                                                      | 16 novembre 1996      |
| Minako est retenue à une audition pour devenir chanteuse. Mais cette nouvelle ne semble pas la réjouir : entre les attaques répétées de Sailor Galaxia et les agissements des Sailor Starlights, elle ne sait plus si elle doit faire passer sa carrière avant ses devoirs de guerrière Sailor. Usagi, Ami et Makoto décident de soutenir et rassurer Minako et l’encouragent à passer son audition. Ses rêves doivent passer avant le reste, d’autant plus que la gagnante sera produite par Takuya Moroboshi, un très célèbre compositeur. L’un des juges de l’audition n’est autre que Yaten, qui ne comprend pas que Minako puisse s’adonner à un casting aussi futile. Mais la jeune fille croit en ses rêves et le chanteur des Three Lights comprend que son ambition est le principal moteur de son existence... Sailor Tin Nyanko attaque Takuya Moroboshi, qui se transforme en Phage. Aidées par Sailor Star Healer, Sailor Venus et Sailor Moon parviennent à guérir le compositeur. Plus tard, alors que Minako apprend qu’elle a gagné l’audition, Yaten sent le parfum de sa princesse émaner de Chibi Chibi... | |                                   |                                                                                               |                       |
| 193 | Le Cristal d’argent a été volé ! La princesse Kakyû apparaît. | うばわれた銀水晶 ! 火球皇女出現   | Ubawareta ginzuishō ! Kakyū Purinsesu shutsugen                                               | 30 novembre 1996      |
| Dans les bureaux de Galaxie TV, Sailor Lead Crow fouille les affaires de Sailor Aluminum Seiren, dans l’espoir de trouver de précieuses informations. Et elle n’a pas déçu : elle réalise que sa rivale avait découvert la véritable identité de Sailor Moon et que celle-ci possède un authentique Star Seed. Loin de ces préoccupations, Usagi et ses amies préparent la fête du lycée et sont ravies que, finalement, les Three Lights puissent venir. Cependant, Yaten et Taiki s’éclipsent brièvement et agressent Chibi Chibi, lui ordonnant de leur rendre le brûle-parfum, qui est en fait celui de leur princesse. Rei et Makoto, qui ont assisté à la scène, s’interposent, bientôt suivies par Usagi, Ami, Minako et Seiya. Après une violente dispute, les Three Lights décident de quitter la fête de l’école. C’est à ce moment-là que Sailor Lead Crow attaque Usagi, qui n’a pas d’autre choix que de se transformer en Sailor Moon. L’ennemie a dans ses mains un tube à essai contenant un trou noir capable d’avaler le lycée et tuer tous les étudiants. Sailor Moon décide de donner son Star Seed, qui est en fait le Cristal d’argent sous sa forme la plus pure : le lotus. Sailor Tin Nyanko apparaît soudainement, brisant le tube à essai, libérant ainsi le trou noir et pousse Sailor Lead Crow à l’intérieur. Guidés par un papillon de lumière rouge, les Three Lights arrivent à leur tour sur le champ de bataille et se transforment en guerrières Sailor. Chibi Chibi et Sailor Moon tombent aussi dans le trou noir, mais une puissante lumière rouge l’anéantit. De nouveaux papillons rouges entourent Usagi et, tandis que le Cristal d’argent retourne dans son corps, la princesse Kakyû émerge du brûle-parfum. | |                                   |                                                                                               |                       |
| 194 | Croisades dans la galaxie. La légende des Sailor Wars. (DVD VOSTFR) Guerres saintes dans la galaxie. La légende des croisades des guerrières. (DVD VF)                   | 銀河の聖戦 セーラーウォーズ伝説   | Ginga no seisen! Sērā Wōzu densetsu                                                           | 7 décembre 1996       |
| Princess Kakyû regrette de ne pas avoir pu apparaître plus tôt, mais devait recueillir des informations cruciales au sujet des Sailor Wars. Chaque guerrière Sailor, représentante d’une planète ou d’une étoile, mène à sa façon sa Sailor War, sa bataille contre une des facettes du mal absolu : Chaos. Il y a fort longtemps, une guerrière légendaire, la gardienne Sailor la plus puissante de la galaxie, a scellé Chaos. Mais celui-ci a finalement refait surface sous la forme de Sailor Galaxia. L’ennemie cherche à collecter tous les Star Seeds afin de plonger la galaxie dans le chaos le plus total. Heureusement, la guerrière légendaire, celle qui a scellé Chaos, a laissé derrière elle la lumière de l’espoir qui permettrait de l'appeler : de retour, elle pourrait vaincre Chaos et Galaxia. Princess Kakyû demande une alliance avec Sailor Moon pour chercher cette lumière de l’espoir. Plus tard, secouée par ses révélations, Usagi voudrait chercher du réconfort auprès de Mamoru, mais elle n’a plus aucune nouvelle depuis son départ du Japon. En larmes, la jeune fille est attaquée par Sailor Tin Nyanko qui cherche à s’emparer du Cristal d’argent. Alerté par Rei, Seiya finit par retrouver Usagi et interrompt le combat en jetant une rose entre l’ennemie et Sailor Moon. Grâce à son « Starlight Honeymoon Therapy Kiss ! », Sailor Moon parvient à guérir à moitié Sailor Tin Nyanko, qui s’enfuit. Mais la rose a réveillé de violents tourments en Usagi, qui a cru que Mamoru était de retour. La jeune fille fond en larmes dans les bras de Seiya, car son petit ami lui manque trop. | |                                   |                                                                                               |                       |
| 195 | La mort de la princesse Kakyû ! Galaxia vient sur Terre. | 火球皇女消滅!ギャラクシア降臨     | Kakyū Purinsesu shōmetsu ! Gyarakushia kōri                                                   | 14 décembre 1996      |
| Usagi révèle à Rei que Mamoru ne lui a jamais donné signe de vie. Celle-ci prévient le groupe et elles se demandent ce qu’il lui est arrivé. Afin de trouver la lumière de l’espoir qui pourrait éveiller la guerrière légendaire, capable de vaincre Galaxia, les Three Lights organisent leur tout dernier concert. Usagi, et ses amies, mais aussi Haruka et Michiru assistent à cet ultime spectacle. Alors que les Three Lights entonnent leur chanson Nagareboshi He, Chibi Chibi est baignée par une douce lumière rouge... Sailor Tin Nyanko débarque avec fracas sur scène et tous les spectateurs commencent à s’enfuir. Usagi et les autres se transforment en guerrières. Sailor Tin Nyanko, à moitié guérie par le pouvoir de Sailor Moon, hésite à se battre contre les autres guerrières Sailor. Sailor Galaxia entre alors en scène et s’empare du dernier bracelet de sa subordonnée, la supprimant sur le coup. L’ennemie s’en prend ensuite à celle qui a essayé d’éveiller la lumière de l’espoir : Princess Kakyû. La princesse tente de résister, mais est tuée. Galaxia vole son Star Seed. Sailor Moon tente un « Starlight Honeymoon Therapy Kiss ! » contre l’ennemie, mais sans effet. Galaxia disparaît, après avoir annoncé qu’elle prendrait les Star Seeds de toutes les guerrières. En mourant, Kakyû reconnaît que Chibi Chibi est la véritable lumière de l’espoir... | |                                   |                                                                                               |                       |
| 196 | La galaxie en péril ! L’ultime combat des guerrières. | 銀河滅びる時 ! S戦士最後の戦い    | Ginga horobiru toki! Sērā Senshi saigo no tatakai                                             | 11 janvier 1997       |
| Des éclairs noirs s’abattent sur Terre alors que Sailor Galaxia annonce son intention de détruire l'humanité. Grâce à son ordinateur, Ami comprend que l’ennemie se terre dans les locaux de Galaxie TV. Les Sailor Starlights partent devant, prêtes à se sacrifier leur vie pour tuer Galaxia : leur princesse morte, elles n'ont plus rien à perdre. Les guerrières du système solaire se séparent en deux groupes pour mieux attaquer l’ennemie. Sailor Uranus, Neptune, Pluto et Saturn partent en premier, bientôt suivies par Sailor Moon, Mercury, Mars, Jupiter et Venus. Arrivées devant le siège de Galaxie TV, celles-ci ne peuvent toutefois pénétrer dans l’immeuble, protégé par une barrière. Sailor Chibi Chibi Moon apparaît alors et les téléporte devant Galaxia, où les Sailor Starlights sont gravement blessées par leur ennemie. Celle-ci s’apprête à lancer son assaut final et à tuer les Starlights. Sailor Mercury, Mars, Jupiter et Venus s’interposent et prennent l’attaque de Galaxia de plein fouet. Elles meurent sur le coup, libérant ainsi leur Star Seed. En disparaissant, les quatre gardiennes de Sailor Moon demandent aux Starlights de protéger leur princesse. En larmes, Sailor Moon observe avec terreur la collection de Star Seeds de son ennemie. Parmi eux, elle reconnaît le Cristal d’or, le Star Seed de Mamoru. Cela signifie donc que le jeune homme est mort lui aussi... | |                                   |                                                                                               |                       |
| 197 | La menace. Galaxia, maîtresse de la galaxie. | 銀河の支配者! ギャラクシアの脅威  | Ginga no shihaisha! Gyarakushia no kyōi                                                       | 18 janvier 1997       |
| Dans un flash-back, on assiste à la mort de Tuxedo Mask, dont le Star Seed a été prélevé par Sailor Galaxia. Réalisant qu’elle a perdu toutes ses amies et son fiancé, Sailor Moon est comme paralysée : Galaxia en profite pour l’attaquer. Mais une lumière rouge enveloppe soudainement Sailor Moon et les Sailor Starlights, qui sont téléportées à l’abri dans un studio de télévision. Elles y retrouvent les quatre guerrières du système solaire externe, qui s’apprêtent à partir affronter Galaxia. Elle révèle d’ailleurs que c’est elle qui a incité Queen Nehelennia à se venger afin d’éveiller Sailor Saturn et récolter ainsi son Star Seed. Les attaques des quatre guerrières s’avèrent inefficaces, et Galaxia leur propose de travailler avec elle, en échange de leur Star Seed. Pluto et Saturn refusent, mais Uranus et Neptune acceptent. Elles offrent leur essence sidérale à l’ennemie et sont désormais dotées de bracelets, qui les maintiennent encore en vie. Elles attaquent sans retenue Pluto et Saturn et s’emparent de leur Star Seed, au moment même où Sailor Moon et les Starlights reviennent sur le champ de bataille. Les guerrières du temps et de la mort disparaissent à leur tour... | |                                   |                                                                                               |                       |
| 198 | Étoiles vouées à disparaître ! La fin d'Uranus et Neptune. | 消えゆく星々!ウラヌス達の最期     | Kieyuku hoshiboshi! Uranusu-tachi no saigo                                                    | 25 janvier 1997       |
| Uranus et Neptune tentent désormais de s’emparer des essences sidérales de Sailor Moon et des Starlights. Si la guerrière de la Lune refuse de se battre, ce n’est pas le cas des autres qui s’affrontent et provoquent finalement l’explosion de l’immeuble de Galaxie TV. Sailor Galaxia ordonne l’assaut final, mais au dernier moment, Uranus et Neptune se libèrent de l’emprise de l’ennemie. Grâce à leurs bracelets, elles tentent de prendre le Star Seed de Galaxia. Mais celle-ci n’en possède aucun... Galaxia, tout en reconnaissant la force d’Uranus et Neptune, leur reprend leurs bracelets. Les deux guerrières meurent à leur tour, en ayant l’immense regret d’avoir tué leurs deux sœurs d’arme : Pluto et Saturn. Refusant d’abandonner, Sailor Moon est bien décidée à ramener la paix sur Terre. Les Starlights se demandent si Sailor Moon ne serait pas la lumière de l’espoir laissée derrière elle par la guerrière légendaire, la gardienne la plus forte de la galaxie et l’unique femme qui pourrait battre Galaxia. L’ennemie se met à rire après avoir entendu les paroles des Starlights : car cette guerrière légendaire qu’ils cherchent tant, c’est elle : Galaxia. | |                                   |                                                                                               |                       |
| 199 | La Lumière de l'espoir ! L'ultime combat pour la galaxie. | 希望の光!銀河をかけた最終決戦     | Kibō no Hikari! Ginga wo kaketa saishū kessen                                                 | 1er février 1997      |
| Sailor Galaxia explique qu’elle est bel et bien la guerrière légendaire et la gardienne la plus forte de la galaxie. Reprenant le mythe des Sailor Wars, elle raconte comment elle a dû sceller Chaos à l’intérieur de son propre corps pour ramener la paix dans tout l’univers. Seule et ne pouvant compter sur personne d’autre qu’elle pour reconstruire la galaxie ravagée par Chaos, elle décide alors de s’emparer des Star Seeds de toutes les guerrières afin d’obtenir un contrôle total de l’univers. Sailor Moon lui réplique que toutes les gardiennes Sailor font partie d’une unique et même famille, et qu’elles auraient pu toutes travailler ensemble pour rebâtir la galaxie. Aigrie, Galaxia répond qu’elle ne peut faire confiance à personne, et attaque une nouvelle fois Sailor Moon. Blessée, la princesse de la Lune invoque son Eternal Tiare et grâce au pouvoir du Cristal d’argent, baigne Galaxia d’une douce lumière dorée qui semble de prime abord apaiser l’ennemie, avant que celle-ci ne riposte subitement et détruise l’arme de Sailor Moon. Galaxia s’empare du Cristal d’argent, tuant la princesse. Chibi Chibi, en larmes, se nimbe d’une aura rose. L’ennemie se rappelle alors qu’elle a dissocié son Star Seed de son propre corps au cas où Chaos prendrait le contrôle de son âme. Appelé la lumière de l’espoir, son Star Seed s’est personnifié et n’est autre que Chibi Chibi. | |                                   |                                                                                               |                       |
| 200 | L'amour d'Usagi ! Le clair de lune illumine la galaxie. | うさぎの愛!月光銀河を照らす       | Usagi no ai! Gekkō ginga wo terasu                                                            | 8 février 1997        |
| L’aura entourant Chibi Chibi explose soudainement. Usagi, plongée dans les torpeurs, est éveillée par la voix d’une silhouette, dont les contours laissent deviner un sailor fuku. Usagi s’incarne en Princess Serenity et la lumière d’espoir se transforme en une longue épée blanche. La voix lui ordonne de se servir de l’arme pour tuer Galaxia. La princesse de la Lune refuse et Chaos prend finalement le contrôle de Galaxia : le costume de la guerrière légendaire devient noir et des ailes de chauve-souris lui poussent dans le dos. Princess Serenity implore son ennemie d’arrêter, que les guerrières Sailor ne devraient pas s’entretuer. Mais Galaxia reste sourde à ces conjurations et brise l’épée de la princesse, tuant Chibi Chibi. La princesse de la Lune refuse cependant d’abandonner et est désormais complètement nue ; seul son Cristal d’argent vient habiller sa poitrine. Ravivant l’espoir et l’amour toujours présents dans le cœur de l’ennemie, Usagi parvient à chasser Chaos du corps de Galaxia, qui retrouve son aspect original. Le pouvoir du Cristal d’argent illumine l’univers dans son entièreté, ramenant la paix jusqu’à son moindre confinement. Remerciant Usagi, Galaxia quitte la Terre, escortée par Chibi Chibi et tous les Star Seeds, qu’elle promet de redonner à leur propriétaire. Toutes les guerrières du système solaire ressuscitent alors, ainsi que Mamoru et Princess Kakyû. Plus tard, Usagi, Ami, Rei, Makoto, Minako et Mamoru se retrouvent sur le toit du lycée pour dire au revoir aux Starlights et à leur princesse qui repartent pour leur planète. De leur côté, Haruka, Michiru, Setsuna et Hotaru admirent la mer sous un ciel étoilé savourant ainsi la paix retrouvée. Enfin seuls, sous la pleine Lune, Usagi et Mamoru réaffirment leur amour éternel et échangent un long baiser. | |                                   |                                                                                               |                       |

- DVD (VOSTFR) : titre proposé par l’éditeur Kazé sur la piste DVD en version audio originale sous-titrée française.
- DVD (VF) : titre proposé par l’éditeur Kazé sur la piste DVD en version audio française.
- En l’absence de ces informations, le même titre est utilisé à la fois pour la piste audio originale et la piste audio française.